# Slag bij de Little Bighorn

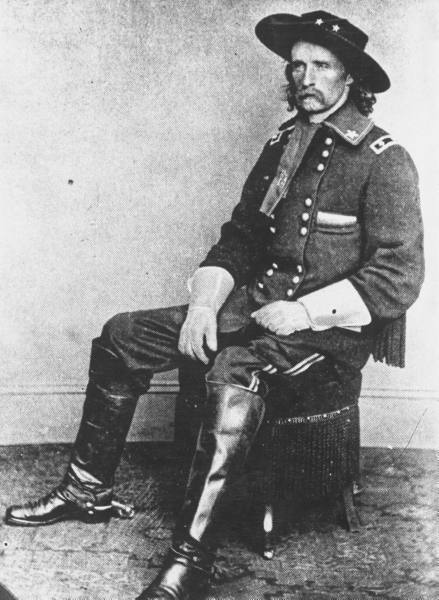
George Custer in 1876, kort voor zijn dood

De Slag bij de Little Bighorn, bij de Lakota en andere Prairie-indianen bekend als de Slag om de Greasy Grass, en gewoonlijk Custer's Last Stand genoemd, was een gewapende strijd tussen de gecombineerde strijdkrachten van de Lakota Sioux, Northern Cheyenne en Arapaho stammen en het 7e Cavalerieregiment van het Amerikaanse leger. 
Het vond plaats op 25-26 juni 1876 langs de Little Bighorn in het reservaat van de Crow in het zuidoosten van Montana. De slag, die resulteerde in de nederlaag van de Amerikaanse strijdkrachten, was de belangrijkste actie van de Grote Siouxoorlog van 1876.
Het gevecht was een overweldigende overwinning voor de Lakota, Northern Cheyenne en Arapaho, die werden geleid door verschillende belangrijke oorlogsleiders, waaronder Crazy Horse en Chief Gall, en waren geïnspireerd door de visioenen van Sitting Bull (Tȟatȟáŋka Íyotake). De Amerikaanse 7e Cavalerie, een troepenmacht van 700 man onder bevel van luitenant-kolonel George Armstrong Custer (een generaal-majoor met een brevet tijdens de Amerikaanse Burgeroorlog), leed een grote nederlaag. Vijf van de twaalf compagnieën van de 7de Cavalerie werden weggevaagd en Custer werd gedood, net als twee van zijn broers, zijn neef en zijn zwager. Het totale aantal Amerikaanse slachtoffers omvatte 268 doden en 55 zwaargewonden (zes stierven later aan hun verwondingen), waaronder vier Crow verkenners en ten minste twee Arikara verkenners.

## Achtergrond
De meeste veldslagen in de Grote Sioux Oorlog, waaronder de Slag bij de Little Bighorn, vonden plaats op land dat de inheemsen sinds 1851 van andere stammen hadden afgenomen. De Lakota's waren daar zonder toestemming van de lokale Crow stam, die een verdrag had over het gebied. Al in 1873 had Crow opperhoofd Blackfoot opgeroepen tot Amerikaanse militaire acties tegen de inheemse indringers. De gestage Lakota invallen in verdragsgebieden van de kleinere stammen waren een direct gevolg van hun verplaatsing door de Verenigde Staten in en rond Fort Laramie als gevolg van vooral het verdrag van 1868, maar ook als reactie op de blanke invasie in de Black Hills, die de Lakota als heilig beschouwen. Dit reeds bestaande Indiaanse conflict vormde een nuttige wig voor de kolonisatie en verzekerde de Verenigde Staten van een stevige indiaanse alliantie met de Arikara en de Crow tijdens de Lakota Oorlogen.
Op 7 mei 1868 werd de vallei van de Little Bighorn bezet door de Sioux, een gebied in het oostelijke deel van het nieuwe Crow Indian Reservation in het midden van het oude Crow land. Talrijke gevechten tussen Sioux en Crow, leidde tot steun van de Crow aan het  Amerikaanse leger om de Sioux te verdrijven. Crow namen dienst als verkenners van het leger en zij steunden de V.S. in de voorafgaande Slag bij de Rozenknop.

## Little Bighorn

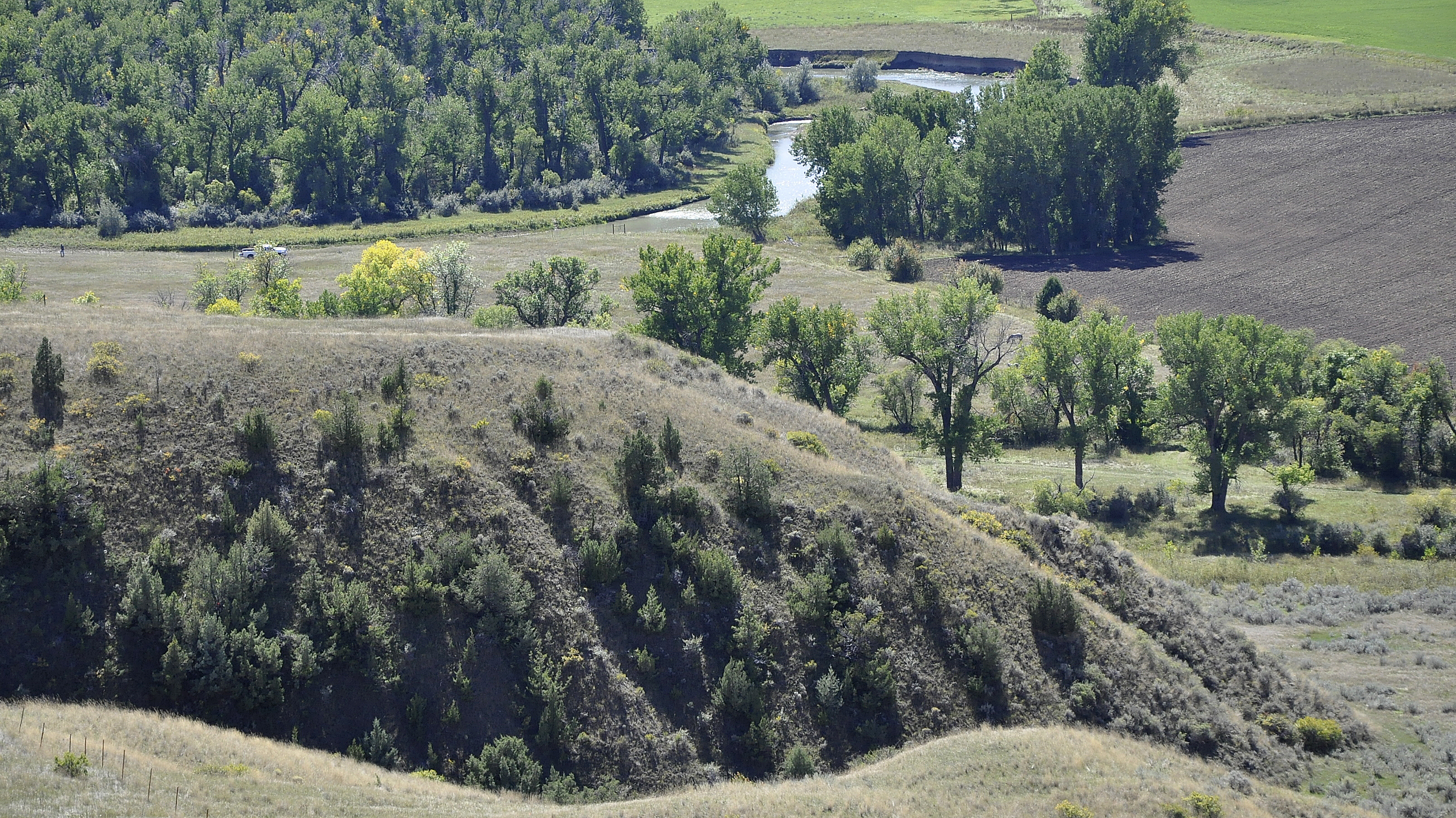
Little Bighorn rivier

Custers indiaanse verkenners arriveerden bij een uitkijkpunt bekend als het Crow's Nest, 14 mijl (23 km) ten oosten van de Little Bighorn Rivier. Bij zonsopgang op 25 juni meldden de verkenners van Custer dat ze een enorme kudde pony's konden zien en tekenen van het indiaanse dorp ongeveer 15 mijl (24 km) in de verte. Na een nacht marcheren kon de officier die met de verkenners meegestuurd was geen van beiden zien en toen Custer zich bij hen voegde was hij ook niet in staat om de waarneming te doen, gehinderd als ze waren door begroeiing. Custers verkenners zagen ook de kookvuren van het regiment die al van 16 km afstand te zien waren en zo de positie van het regiment onthulden aan de indianen.

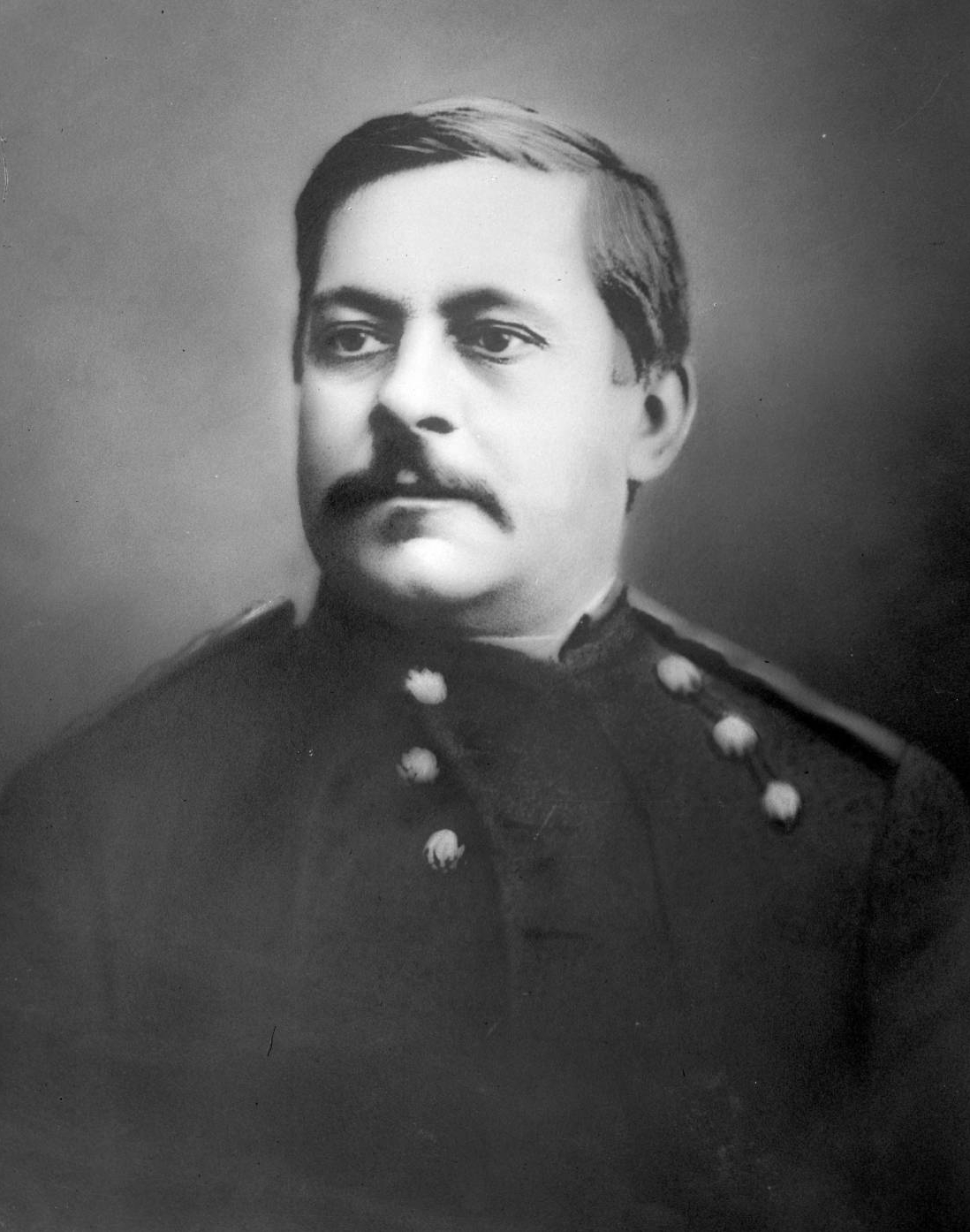
Marcus Reno

Custer overwoog een verrassingsaanval op het kampement de volgende ochtend van 26 juni, maar hij ontving toen een rapport dat hem informeerde dat verschillende vijanden het spoor van zijn troepen hadden ontdekt. Ervan uitgaande dat zijn aanwezigheid was blootgesteld, besloot Custer het dorp zonder verder uitstel aan te vallen.
Custers bedoeling was om nietstrijdende indianen gevangen te nemen om zo de krijgers te dwingen de strijd te staken.
Op de ochtend van 25 juni verdeelde Custer zijn twaalf compagnieën in drie bataljons in afwachting van het komende gevecht. Drie compagnieën werden onder het commando van majoor Marcus Reno geplaatst (A, G en M) en drie onder het commando van kapitein Frederick Benteen (H, D en K). Vijf compagnieën (C, E, F, I en L) bleven onder het directe bevel van Custer. De 12e, compagnie B onder kapitein Thomas McDougall, was toegewezen om de langzamere legertros met proviand en extra munitie te escorteren.
Custer wist niet dat de groep Indianen die hij op zijn spoor zag, het kamp verliet en de rest van het dorp niet waarschuwde. Custers verkenners waarschuwden hem over de grootte van het dorp, waarbij Mitch Bouyer naar verluidt zei: “Generaal, ik ben al 30 jaar bij deze indianen en dit is het grootste dorp waar ik ooit van gehoord heb. Custers grootste zorg was dat de indiaanse groep uiteen zou vallen en zich zou verspreiden en hem de glorie van een grote overwinning zou ontsnappen. Het commando begon het dorp 's middags te naderen en bereidde zich voor op een aanval bij daglicht.
Met een dreigend gevoel van onheil waarschuwde de Crow verkenner Half Yellow Face Custer profetisch (sprekend via de tolk Mitch Bouyer), "Jij en ik gaan vandaag naar huis via een weg die we niet kennen".

## Lone Teepee

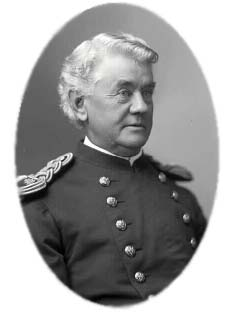
Frederick Benteen op latere leeftijd

De Lone Teepee (of Tipi) was een herkenningspunt langs de mars van de 7e Cavalerie. Het was waar het indianenkampement een week eerder had gelegen, tijdens de Slag bij de Rozenknop op 17 juni 1876. De indianen hadden een enkele tipi laten staan (sommige verslagen maken melding van een tweede die gedeeltelijk was ontmanteld) en daarin lag het lichaam van een Sans Arc krijger, Old She-Bear, die gewond was geraakt in de strijd. Hij was gestorven na de slag bij de Rozenknop en het was de gewoonte van de Indianen om het kamp te verplaatsen als een krijger stierf en bezittingen bij het lichaam achter te laten. De Lone Teepee was een belangrijke locatie tijdens de Slag om de Little Bighorn om verschillende redenen, waaronder:
- Het is de plek waar Custer Reno zijn laatste orders gaf om het dorp vooruit aan te vallen. Het is ook waar enkele indianen die het commando hadden gevolgd werden gezien en Custer veronderstelde dat hij was ontdekt
- Veel verslagen van overlevenden gebruiken de Lone Teepee als referentiepunt voor tijden of afstanden van gebeurtenissen
- Het kennen van deze locatie helpt bij het vaststellen van het patroon van de bewegingen van de Indianen naar het kampement aan de rivier waar de soldaten hen vonden

## De slag

### Reno's aanval

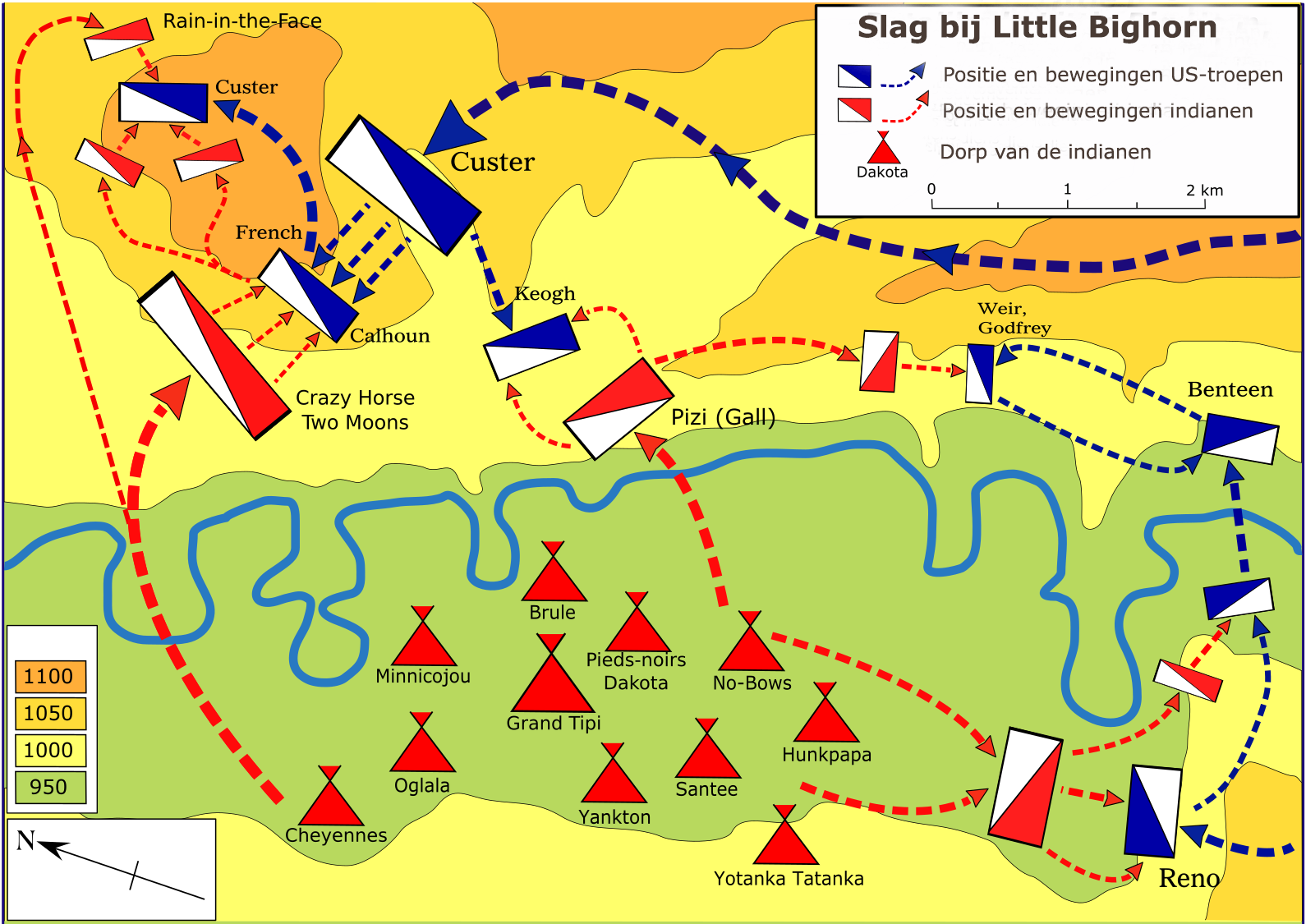
Indiaans dorp en troepenbewegingen

De eerste groep die aanviel was Majoor Reno's tweede detachement (Compagnies A, G en M) na het ontvangen van orders van Custer uitgeschreven door Lt. William W. Cooke, toen Custer's Crow verkenners rapporteerden dat leden van de Sioux stam het dorp alarmeerden. Reno kreeg het bevel om aan te vallen en begon aan die fase van de strijd. De bevelen, gegeven zonder nauwkeurige kennis van de grootte van het dorp, de locatie of de neiging van de krijgers om stand te houden en te vechten, waren om de Indianen te achtervolgen en “ten strijde te trekken”. Reno's troepen staken op 25 juni rond 15.00 uur de Little Bighorn over bij de monding van wat nu Reno Creek is. Ze realiseerden zich onmiddellijk dat de Lakota en Northern Cheyenne “in groten getale aanwezig waren en niet op de vlucht sloegen”.

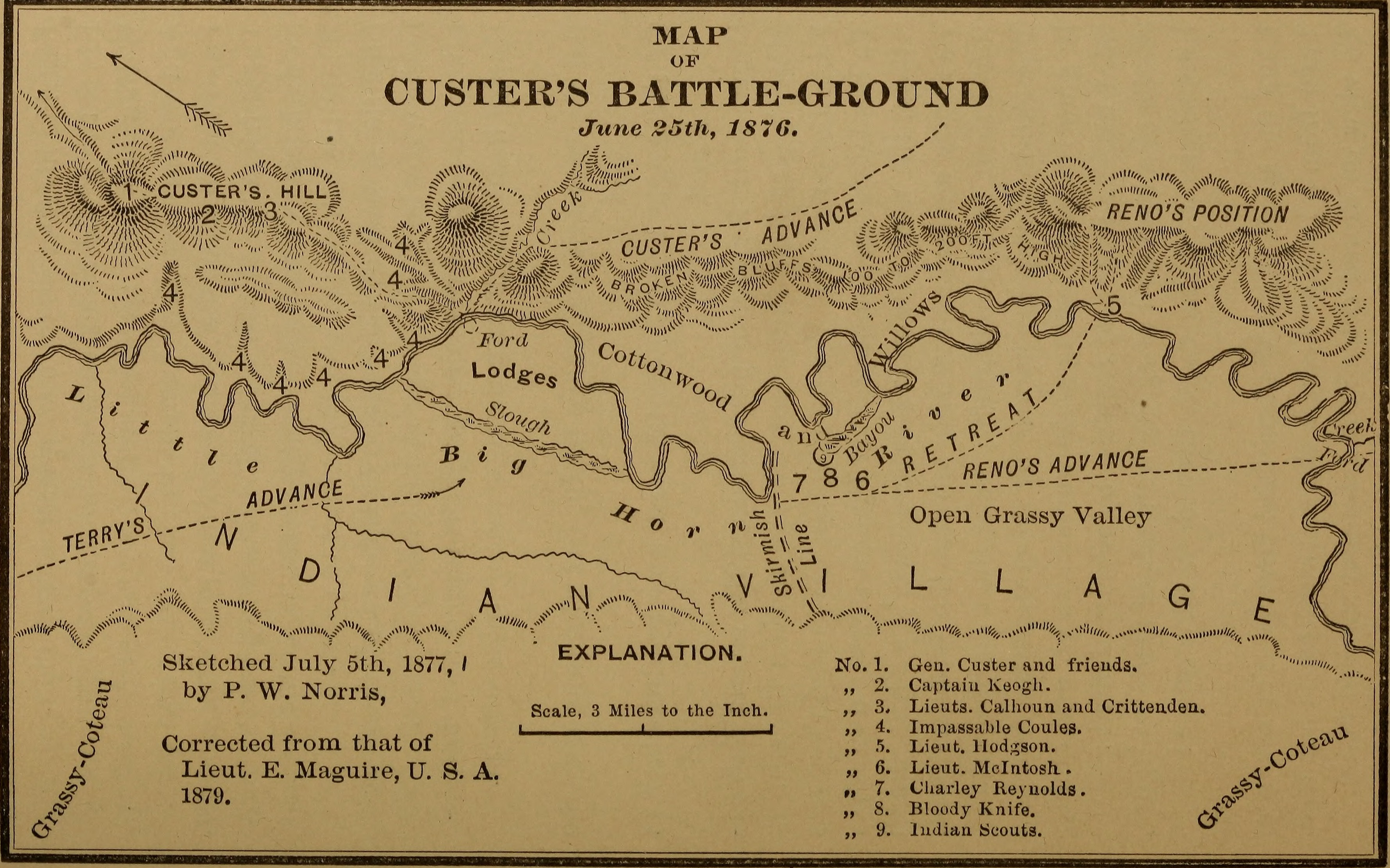
Kaart van het slagveld (noordwest georiënteerd)

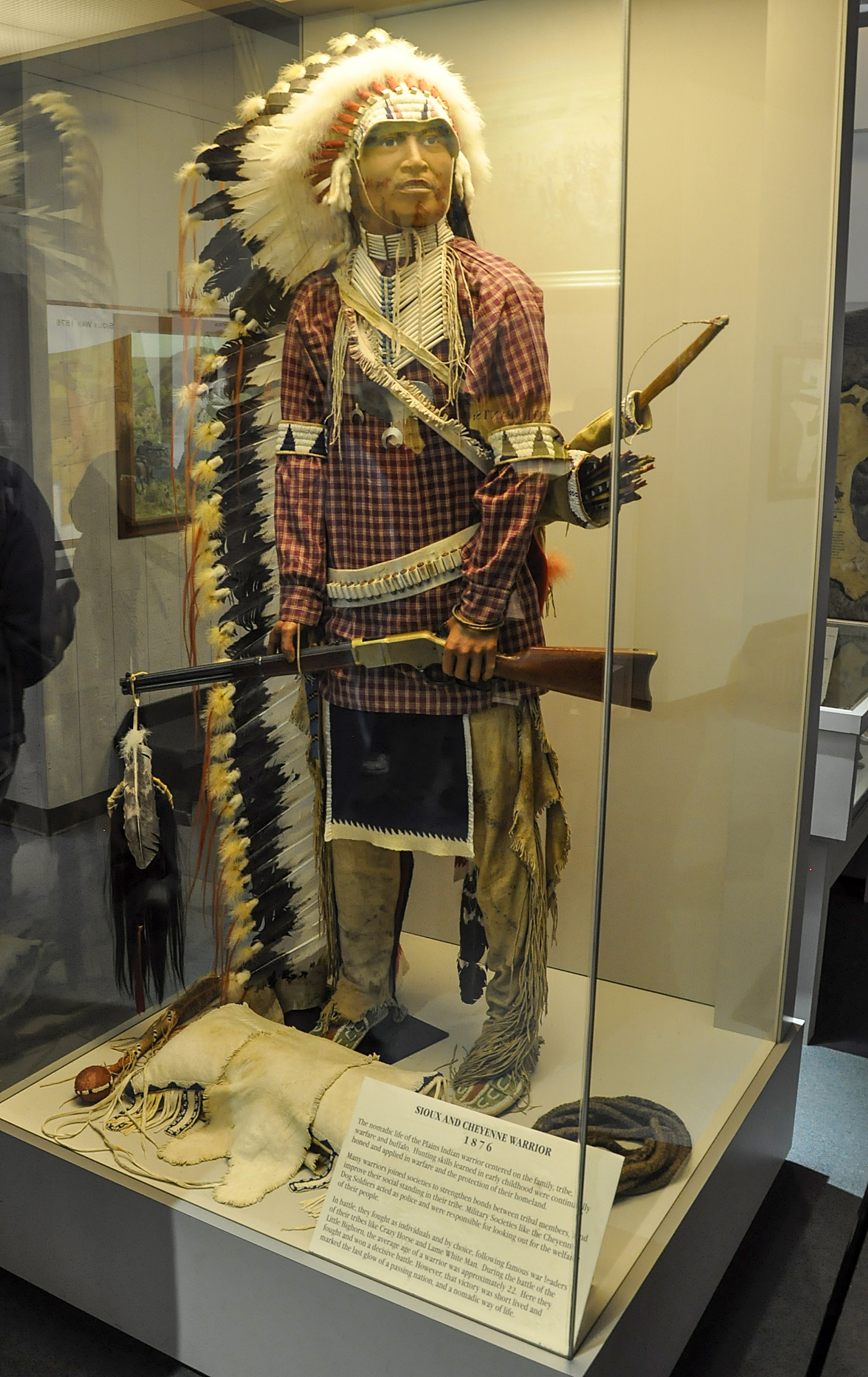
Indiaanse krijger

Reno rukte snel op over het open veld naar het noordwesten, zijn bewegingen gemaskeerd door de dikke gordel van bomen die langs de zuidelijke oevers van de Little Bighorn Rivier liep. Dezelfde bomen rechts van hem beschermden zijn bewegingen over het brede veld waarover zijn mannen snel reden, eerst met twee compagnies van ongeveer veertig man op een rij en uiteindelijk met alle drie de compagnies op een rij. De bomen belemmerden ook Reno's zicht op het indiaanse dorp totdat zijn troepen de bocht aan zijn rechtervoorzijde waren gepasseerd en zich plotseling binnen pijlbereik van het dorp bevonden. De tipi's in dat gebied werden bewoond door de Hunkpapa Sioux. Noch Custer noch Reno hadden veel idee van de lengte, diepte en grootte van het kampement dat ze aanvielen, omdat het dorp verborgen was door de bomen. Toen Reno in de open vlakte kwam voor de zuidkant van het dorp, stuurde hij zijn indiaanse verkenners vooruit op zijn blootgestelde linkerflank. Zich de volle breedte van het dorp realiserend, vermoedde Reno al snel wat hij later “een val” zou noemen en stopte een paar honderd meter voor het kampement.
Hij beval zijn soldaten af te stijgen en zich op te stellen in een schermutselingslinie, volgens de standaarddoctrine van het leger. In deze formatie hield elke vierde cavalerist de paarden vast voor de cavaleristen in vuurpositie, met vijf tot negen m tussen elke cavalerist, officieren achter hen en cavaleristen met paarden achter de officieren. Deze formatie verminderde de vuurkracht van Reno met 25 procent. Terwijl Reno's mannen het dorp binnenvielen en volgens sommige verslagen verschillende vrouwen en kinderen van het Siouxopperhoofd Gall (in Lakota, Phizí) doodden, begonnen de bereden krijgers naar buiten te stromen om de aanval af te slaan. Met Reno's mannen aan hun rechterkant verankerd door de bescherming van de bomenrij en de bocht in de rivier, reden de Indianen tegen het midden en de blootgestelde linkerkant van Reno's linie. Na ongeveer 20 minuten langeafstandsvuur had Reno slechts één slachtoffer, maar de kansen tegen hem waren gestegen (Reno schatte vijf tegen één) en Custer had hem niet versterkt. Cavalerist Billy Jackson rapporteerde dat de Indianen zich op dat moment begonnen te verzamelen in het open gebied dat afgeschermd werd door een kleine heuvel links van Reno's linie en rechts van het Indiaanse dorp. Vanuit deze positie voerden de Indianen een aanval uit van meer dan 500 krijgers tegen de linker- en achterkant van Reno's linie, waardoor Reno's blootgestelde linkerflank omsloeg. Dit dwong tot een overhaaste terugtrekking in het bos langs de bocht in de rivier. Hier zetten de Indianen Reno en zijn mannen vast en probeerden het kreupelhout in brand te steken om de soldaten uit hun positie te verdrijven.

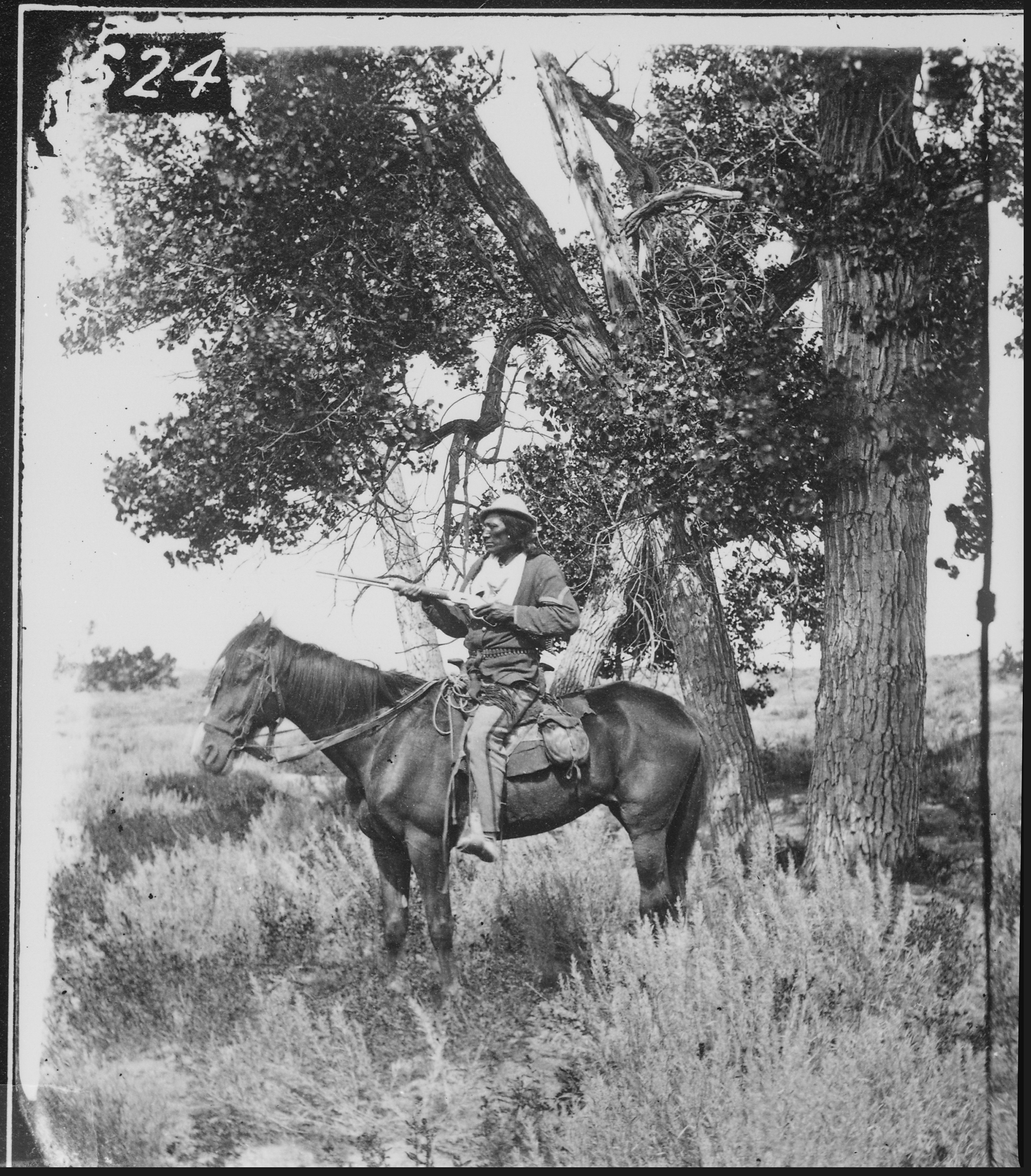
Bloody Knife

Reno's Arikara verkenner Bloody Knife werd in het hoofd geschoten, waarbij hersenen en bloed op Reno's gezicht spatten. De geschokte Reno beval zijn mannen af te stijgen en weer op te stijgen. Hij zei toen: Allen die willen ontsnappen, volg mij. Hij liet de gewonden in de steek (wat hun dood betekende) en leidde een wanordelijke aftocht over een mijl langs de rivier. Hij deed geen poging om de indianen aan te vallen om te voorkomen dat ze mannen in de achterhoede zouden uitschakelen. De terugtocht werd onmiddellijk verstoord door Cheyenne aanvallen van dichtbij. Een steile oever van ongeveer 2,4 meter hoog wachtte de bereden mannen op toen ze de rivier overstaken; sommige paarden vielen terug op anderen onder hen. Indianen vuurden op de soldaten van een afstand en trokken hen van dichtbij van hun paarden en sloegen hun hoofden in. Later rapporteerde Reno dat drie officieren en 29 cavaleristen gedood waren tijdens de terugtocht en de daaropvolgende doorwading van de rivier. Een andere officier en 13-18 mannen werden vermist. De meeste van deze vermiste mannen werden in het bos achtergelaten, hoewel velen zich uiteindelijk weer bij het detachement voegden.

### Reno en Benteen op Reno Hill

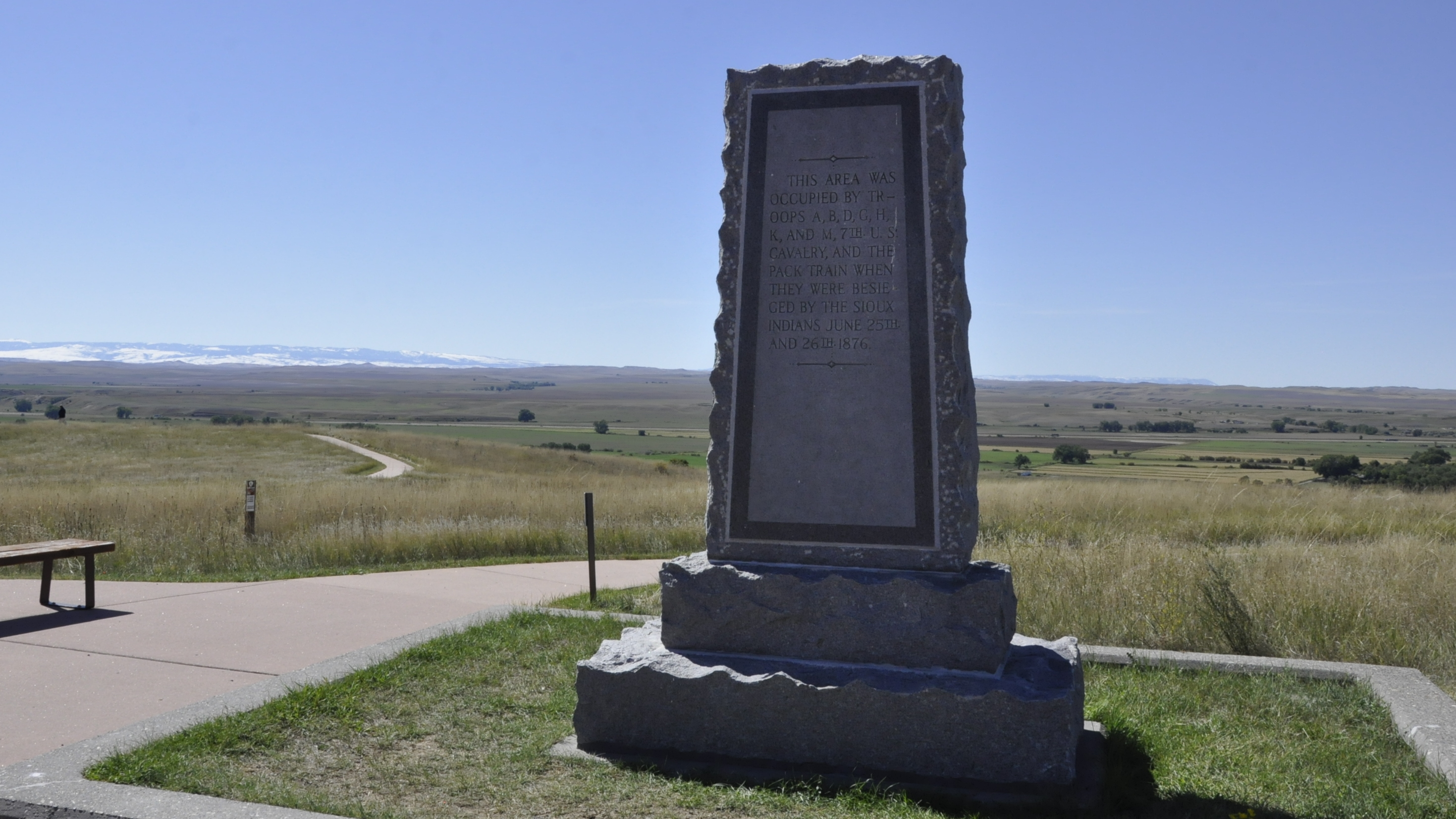
Reno Hill

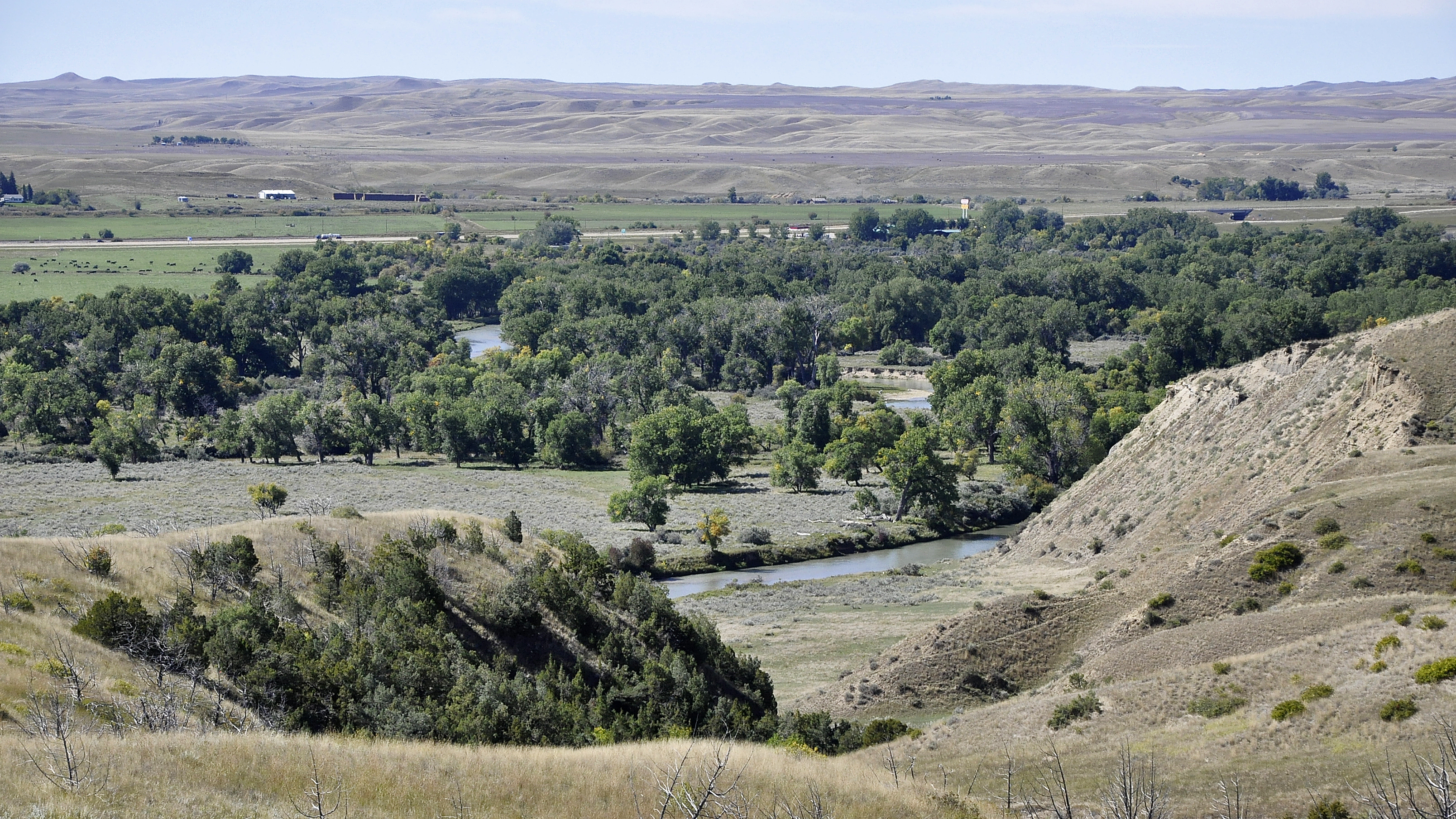
Vooraan de doorwaadbare plaats waar Reno en zijn troepen naar Reno Hill vluchtten

Bovenop de kliffen die vandaag de dag bekend staan als Reno Hill, werden Reno's uitgeputte en geschokte troepen ongeveer een half uur later vergezeld door kapitein Benteens colonne (Compagnies D, H en K), aangekomen vanuit het zuiden. Deze troepen waren teruggekeerd van een zijdelingse verkenningsmissie toen ze werden opgeroepen door Custers boodschapper, de Italiaanse geïmmigreerde bugelspeler John Martin (Giovanni Martino) met de handgeschreven boodschap: '''Benteen. Kom op, Big Village, Wees snel, P.S. Breng voorraden.''' Dit bericht had geen zin voor Benteen, aangezien zijn mannen meer nodig zouden zijn in een gevecht dan de legertros die door pakezels werd gedragen. Hoewel beide mannen afleidden dat Custer in gevecht was, weigerde Reno te bewegen totdat de bepakking arriveerde zodat zijn mannen zich konden bevoorraden. De detachementen werden later versterkt door McDougall's Company B en de legertros. De veertien officieren en 340 cavaleristen op de kliffen organiseerden een alomvattende verdediging en groeven schuttersputten met wat ze maar hadden, inclusief messen. Deze praktijk was standaard geworden tijdens het laatste jaar van de Amerikaanse Burgeroorlog, toen troepen van de Unie en de Geconfedereerden messen, eetgerei, eetborden en pannen gebruikten om effectieve versterkingen op het slagveld te graven.

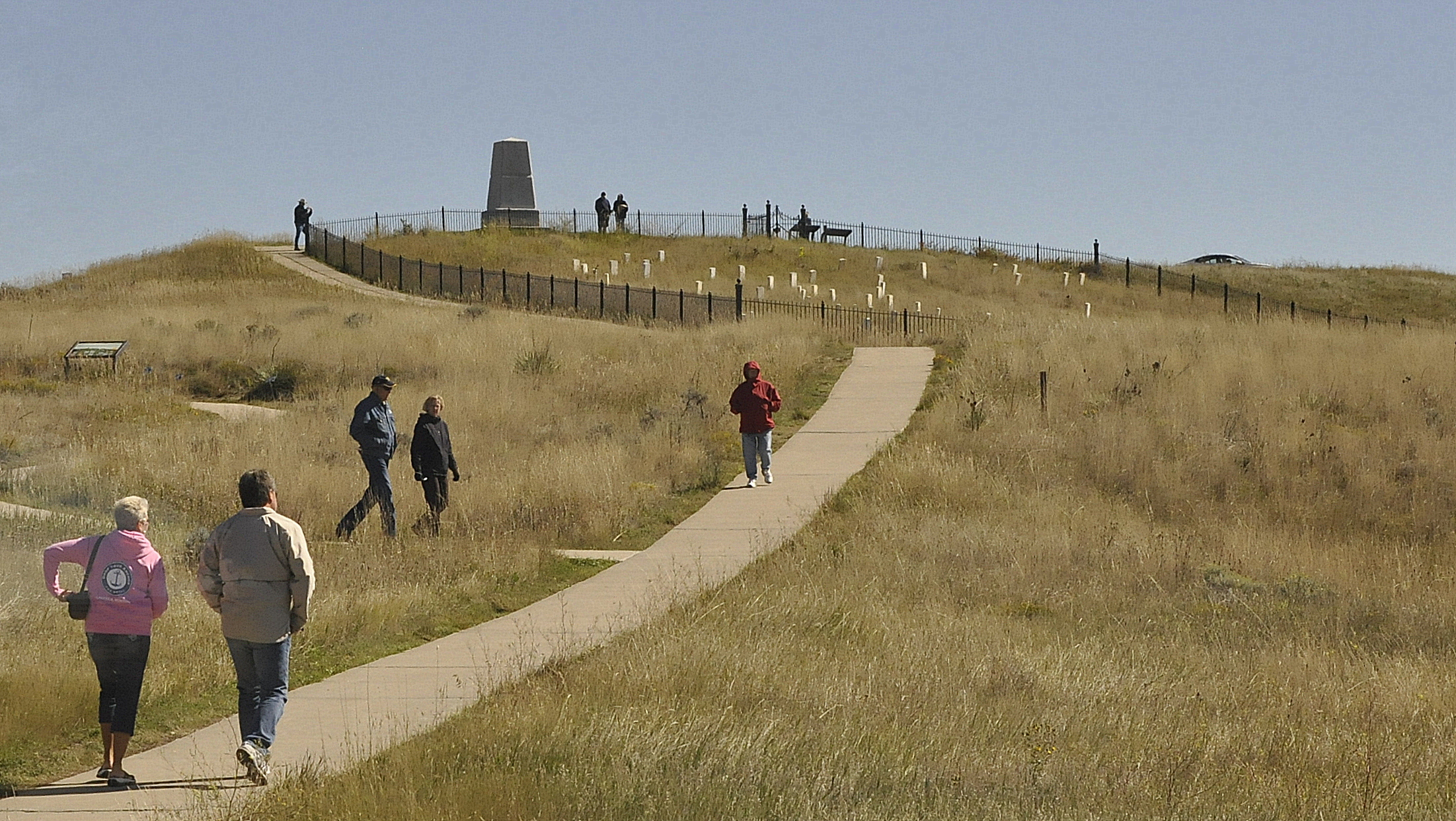
Last Stand Hill

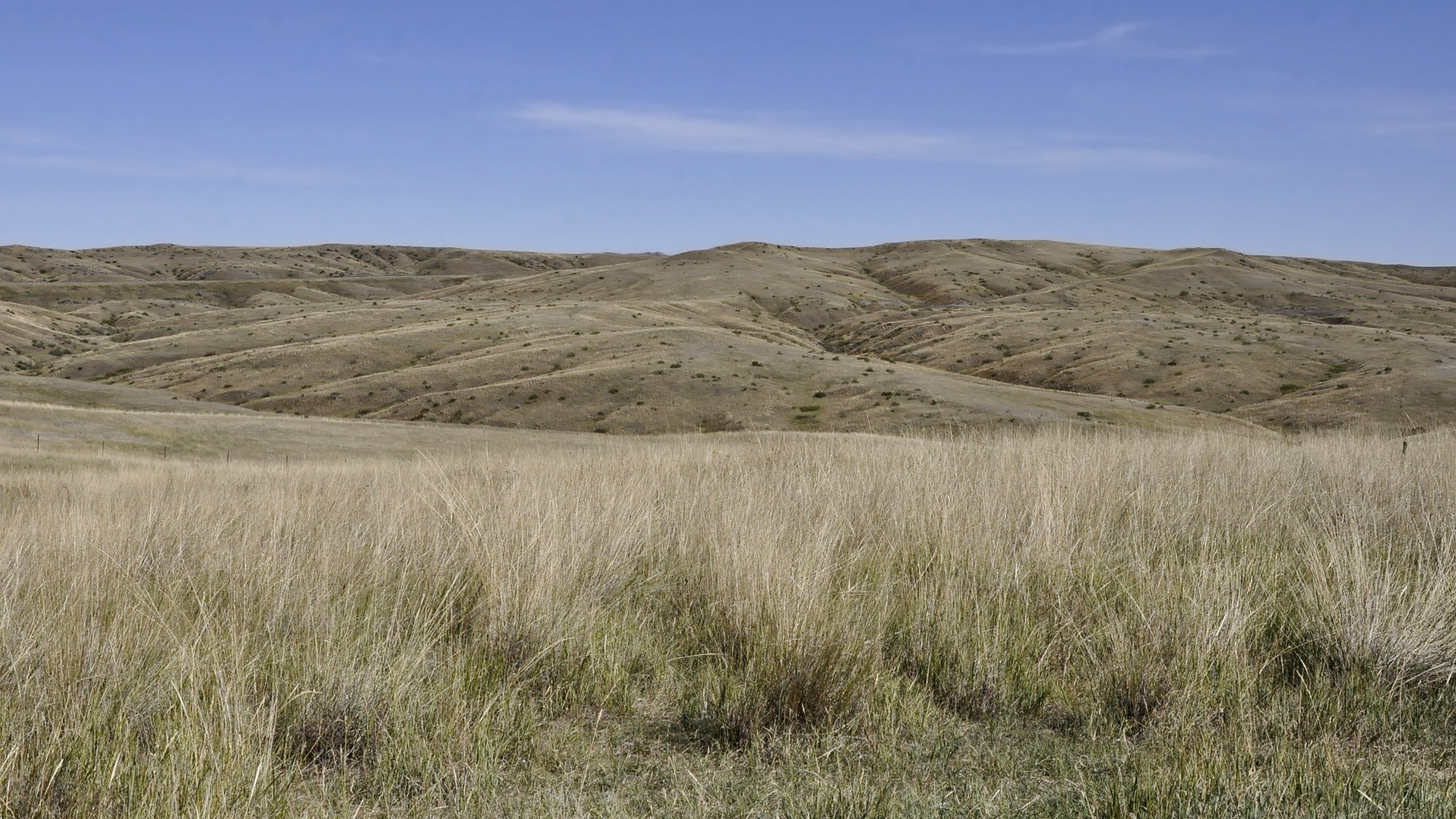
Calhoun Hill

Ondanks het horen van zwaar geweervuur vanuit het noorden, waaronder verschillende salvo's om 16:20 uur, concentreerde Benteen zich op het versterken van Reno's zwaargewonde en onder druk staande detachement in plaats van door te gaan naar de positie van Custer. Benteens schijnbare aarzeling om Custer te bereiken leidde later tot de kritiek dat hij geen orders had opgevolgd. Rond 17:00 uur rukten kapitein Thomas Weir en compagnie D op om contact te maken met Custer. Ze rukten een mijl op naar wat nu Weir Ridge of Weir Point is. Vanaf dit uitkijkpunt kon Weir zien dat de Indiaanse kampen uit zo'n 1.800 lodges bestonden. Achter hen zag hij door het stof en de rook heuvels die vreemd rood van kleur waren; hij leerde later dat dit een enorme verzameling indiaanse pony's was. Tegen die tijd, ongeveer 17:25 uur, was Custer's strijd waarschijnlijk beëindigd. Van een afstand, maar ook kijkend door zijn verrekijker, was Weir getuige van vele indianen te paard en te voet die schoten op voorwerpen op de grond, misschien gewonde soldaten doodden en schoten op dode lichamen op de “Last Stand Hill” aan het noordelijke einde van het slagveld van Custer. Sommige historici hebben gesuggereerd dat waar Weir getuige van was een gevecht was op wat nu Calhoun Hill heet enkele minuten eerder.

### Keogh

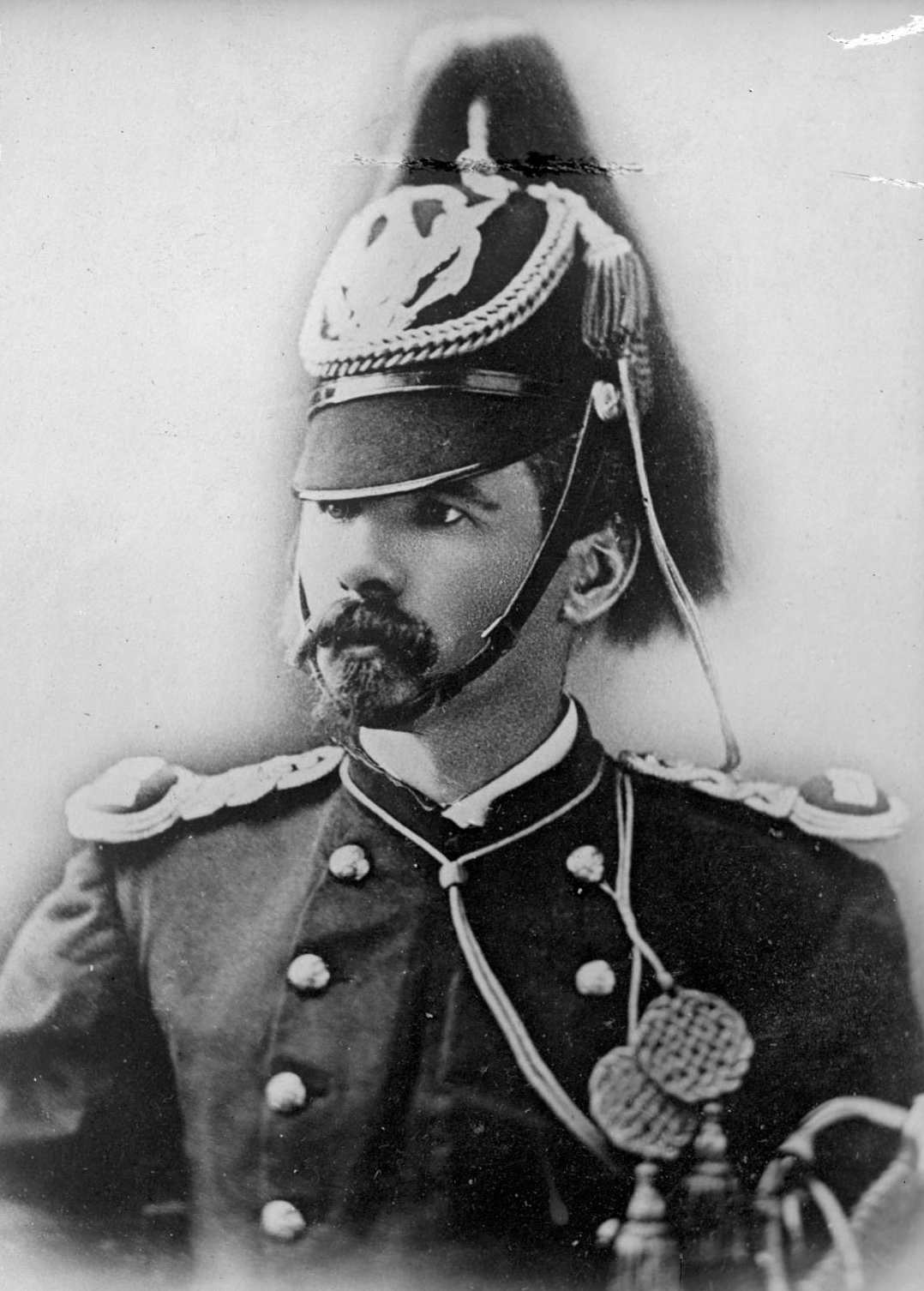
Myles Keogh

De vernietiging van het bataljon I van de Ierse commandant Myles Keogh kan begonnen zijn met de ineenstorting van L, I en C Compagnie (de helft ervan) na de gecombineerde aanvallen onder leiding van Crazy Horse, White Bull, Hump, Gall, en anderen. Andere inheemse verslagen spreken dit echter tegen, en het tijdselement blijft een onderwerp van discussie. De andere verschanste compagnieën verlieten uiteindelijk Reno Hill en volgden Weir - eerst Benteen, toen Reno, en tenslotte de pakezels. De mannen op Weir Ridge werden aangevallen door indianen, in toenemende mate afkomstig van de blijkbaar afgesloten Custerstrijd, waardoor alle zeven compagnieën gedwongen werden terug te keren naar de klif voordat de legertros zelfs maar een kwart mijl (400 m) had afgelegd. De compagnieën bleven vastgepind op de klif en verdedigden zich tegen de indianen drie uur lang tot de avond viel. De soldaten groeven ruwe loopgraven terwijl de indianen hun oorlogsdans uitvoerden.
Benteen werd in de hiel van zijn laars geraakt door een indiaanse kogel. Op een gegeven moment leidde hij een tegenaanval om indianen terug te dringen die door het gras dichter naar de posities van de soldaten waren blijven kruipen.

### De strijd van Custer
De precieze details van Custers gevecht en zijn bewegingen voor en tijdens de slag zijn grotendeels giswerk omdat geen van de mannen die met Custers bataljon (de vijf compagnieën onder zijn directe bevel) vooruit gingen de slag overleefden. Latere verslagen van overlevende indianen zijn nuttig maar soms tegenstrijdig en onduidelijk.

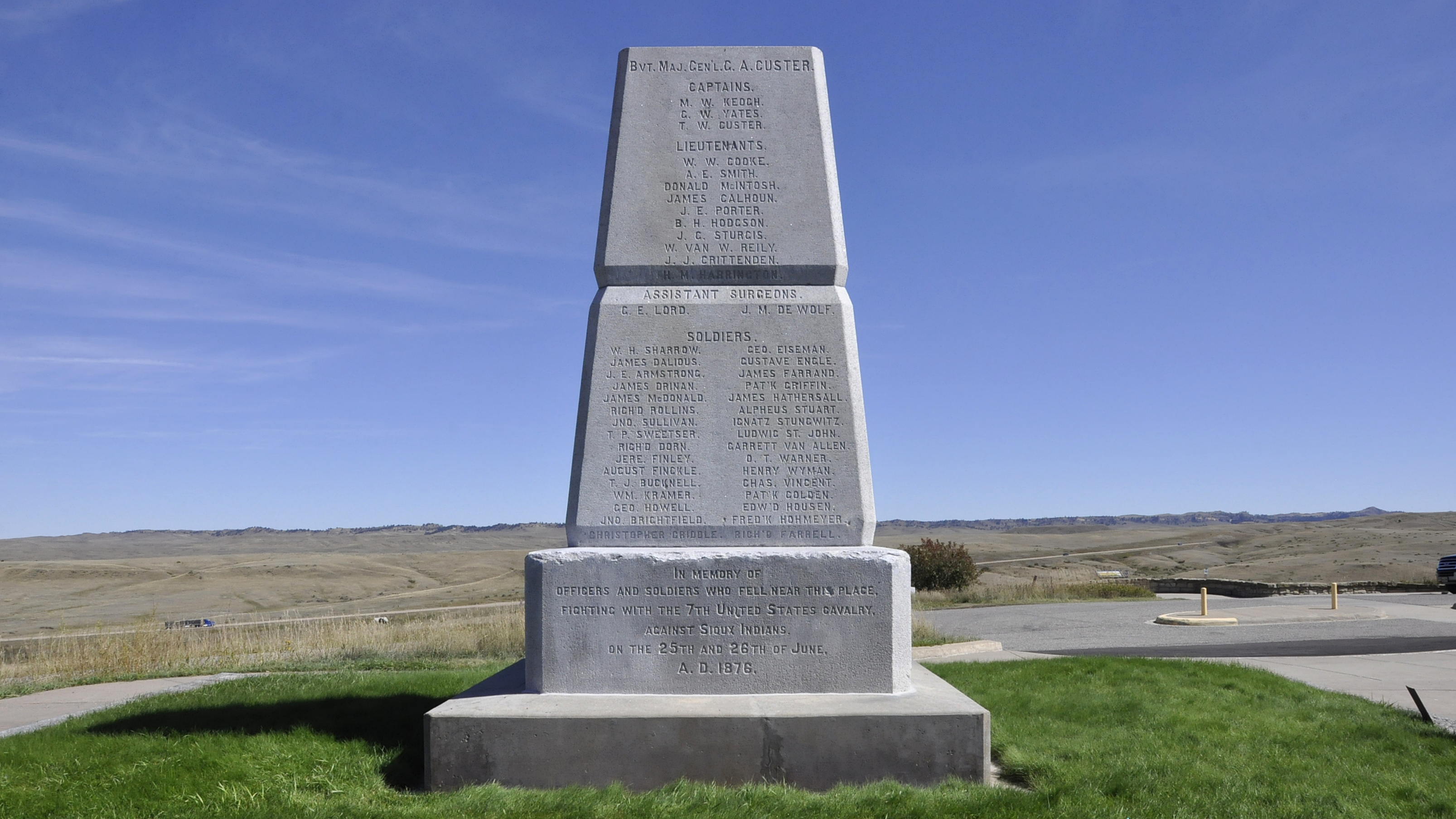
Monument op Last Stand Hill

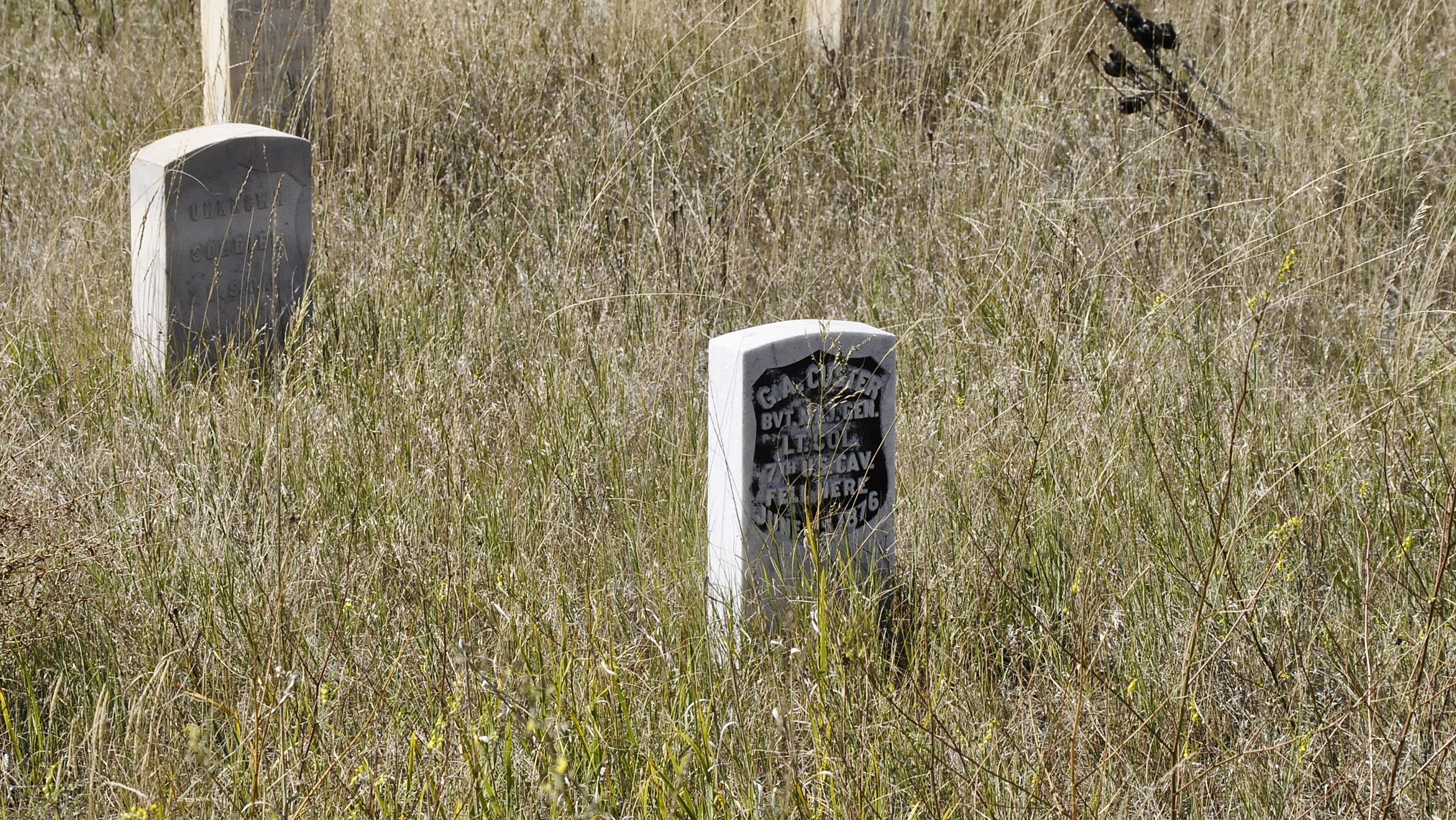
Stele op de plaats waar Custer stierf

Terwijl het geweervuur dat Reno en Benteens mannen in de middag van 25 juni op de kliffen hoorden waarschijnlijk van Custers gevecht was, waren de soldaten op Reno Hill zich niet bewust van wat er met Custer gebeurd was tot de aankomst van generaal Alfred Terry twee dagen later op 27 juni. Naar verluidt waren ze verbijsterd door het nieuws. Toen het leger het slagveld van Custer onderzocht, konden de soldaten niet volledig vaststellen wat er was gebeurd. Custers troepenmacht van ongeveer 210 man was aangevallen door de Lakota en Noordelijke Cheyenne ongeveer 5,6 km ten noorden van Reno en Benteens verdedigingspositie. Bewijzen van georganiseerde weerstand waren onder andere een schijnbare schermutselinglinie op Calhoun Hill en schijnbare borstweringen gemaakt van dode paarden op Last Stand Hill. Tegen de tijd dat de troepen kwamen om de lichamen te bergen, hadden de Lakota en Cheyenne de meeste van hun eigen doden al van het veld verwijderd. De troepen vonden de meeste van Custers dode mannen ontdaan van hun kleding, ritueel verminkt en in staat van ontbinding waardoor identificatie van velen onmogelijk bleek. De soldaten identificeerden de doden van de 7e Cavalerie zo goed als ze konden en begroeven ze haastig waar ze gevallen waren.
Het lichaam van Custer werd gevonden met twee schotwonden, één in zijn linkerborst en de andere in zijn linkerslaap. Beide wonden zouden fataal zijn geweest, hoewel hij alleen uit de borstwond leek te hebben gebloed; sommige geleerden geloven dat zijn hoofdwond postmortaal kan zijn toegebracht. Sommige Lakota's beweren dat Custer, nadat hij een wond had opgelopen, zelfmoord pleegde om te voorkomen dat hij gevangen genomen en gemarteld zou worden. Dit zou in tegenspraak zijn met zijn bekende rechtshandigheid, maar dat sluit geassisteerde zelfmoord niet uit (andere inheemse verslagen melden dat verschillende soldaten zelfmoord pleegden tegen het einde van de strijd. Custers lichaam werd gevonden vlak bij de top van Custer Hill, die ook bekend werd als “Last Stand Hill”. Daar richtten de Verenigde Staten een hoge herdenkingsobelisk op met de namen van de slachtoffers van de 7e Cavalerie.

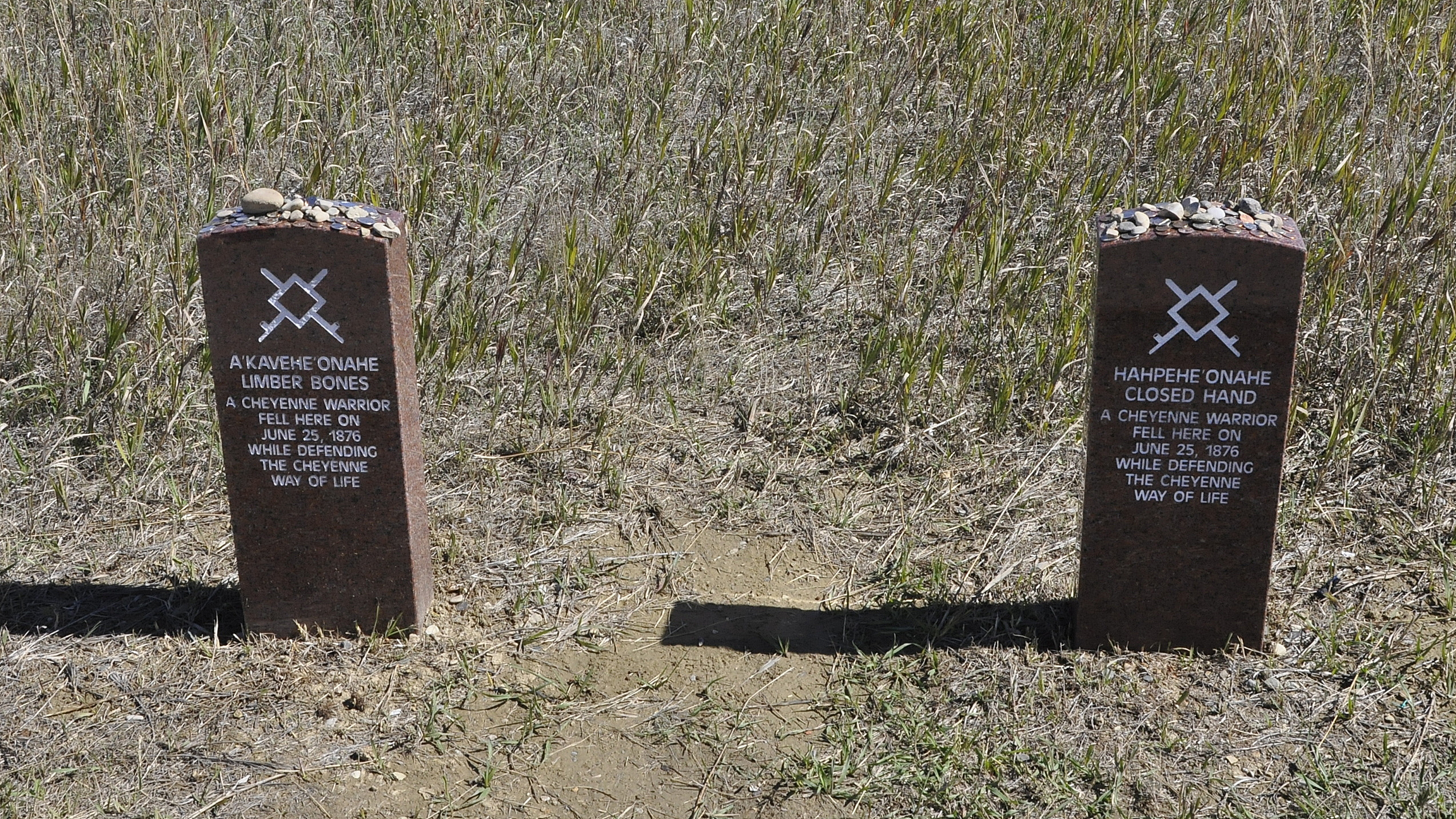
Gesneuvelde Cheyennes

Enkele dagen na de slag vertelde Curley, Custers Crow verkenner die Custer had achtergelaten in de buurt van Medicine Tail Coulee (een afwatering die naar de rivier leidde), over de strijd en meldde dat Custer het dorp had aangevallen na een poging om de rivier over te steken. Hij werd teruggedreven en trok zich terug in de richting van de heuvel waar zijn lichaam werd gevonden. Omdat het scenario verenigbaar leek met de agressieve stijl van oorlog voeren van Custer, en met bewijs dat op de grond werd gevonden, werd het de basis van veel populaire verslagen van de strijd. Volgens de mondelinge overlevering van Cheyennes zou Buffalo Calf Road Woman de klap hebben uitgedeeld die Custer van zijn paard sloeg voordat hij stierf.

### Custer bij Minneconjou Ford

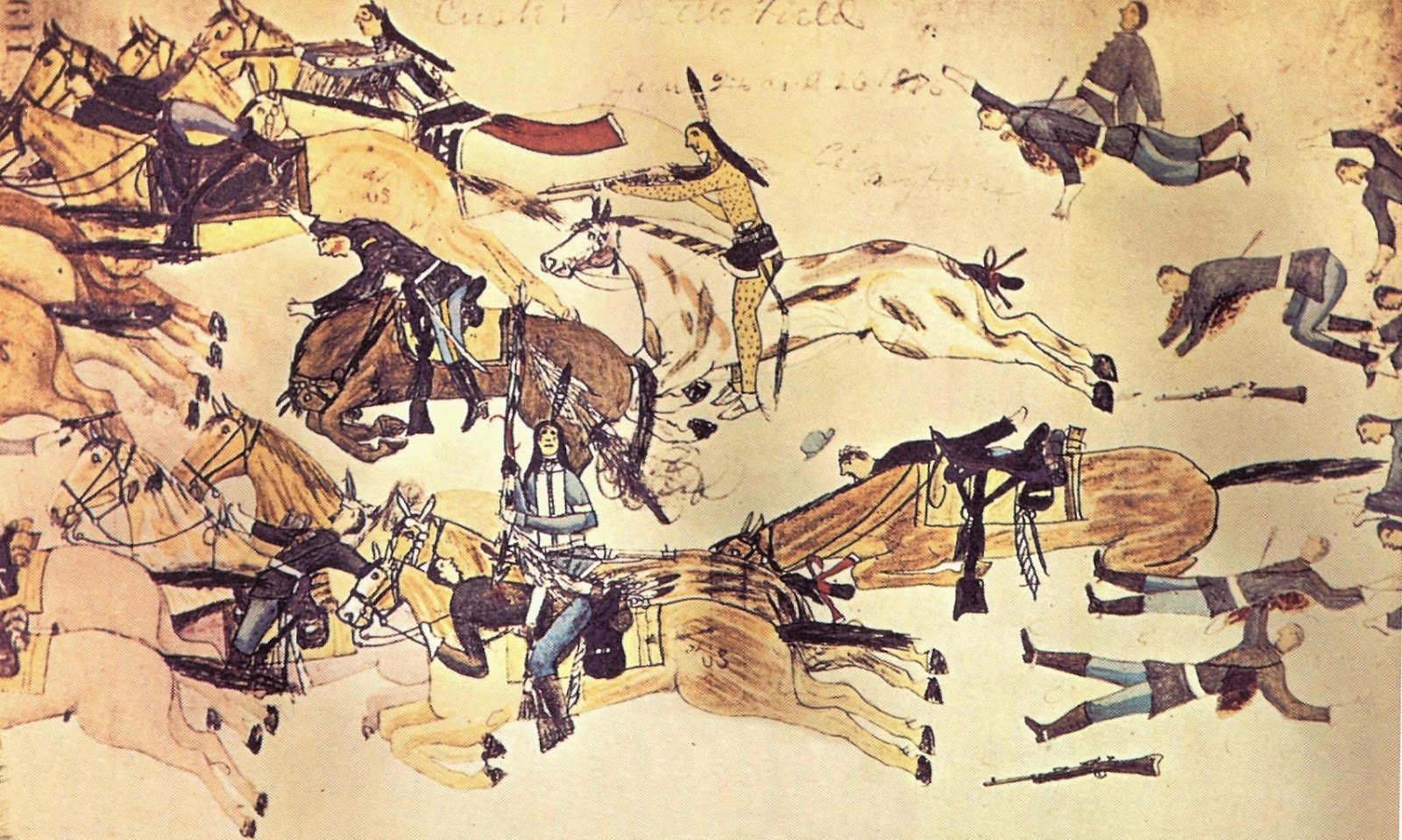
Strijdscène met Crazy Horse getekend door Oglala-Lakota-Sioux Amos Bad Heart Bull (Tatanka Chante Shicha)

Na het isoleren van Reno's troepen en hen te hebben verdreven van hun kampement, was het grootste deel van de inheemse krijgers vrij om Custer te achtervolgen. De route die Custer nam naar zijn “Last Stand” blijft een onderwerp van discussie. Eén mogelijkheid is dat Custer na het bevel aan Reno om aan te vallen, doorging langs Reno Creek tot op ongeveer 800 meter van de Little Bighorn, maar dan naar het noorden afboog en de kliffen beklom en zo dezelfde plek bereikte waar Reno zich snel zou terugtrekken. Vanaf dit punt aan de andere kant van de rivier kon hij Reno het dorp zien aanvallen. Rijdend naar het noorden langs de kliffen, kon Custer afgedaald zijn naar Medicine Tail Coulee. Sommige historici geloven dat een deel van de troepen van Custer in de kloof afdaalden, westwaarts naar de rivier gingen en tevergeefs probeerden het dorp over te steken. Volgens sommige verslagen verzette een klein contingent indiaanse scherpschutters zich effectief tegen deze oversteek.
White Cow Bull beweerde een leider in een bukskinjas van zijn paard in de rivier te hebben geschoten. Hoewel geen enkel ander indiaans verslag deze bewering ondersteunt, als White Bull inderdaad een in bukskin geklede leider van zijn paard schoot, hebben sommige historici beweerd dat Custer door hem ernstig gewond kan zijn geraakt. Sommige indiaanse verslagen beweren dat naast het verwonden van een van de leiders van deze opmars, een soldaat die een compagniestandaard droeg, ook werd geraakt. Cavaleristen moesten afstijgen om de gewonde mannen terug op hun paarden te helpen. Het feit dat een van de niet-verminkingswonden aan het lichaam van Custer (een schotwond onder het hart en een schot in de linkerslaap) onmiddellijk fataal zou zijn geweest, werpt twijfel over zijn verwonding en heropstijgen.
Verslagen van een poging tot doorwading van de rivier bij Medicine Tail Coulee zou Custers doel voor Reno's aanval kunnen verklaren, dat wil zeggen een gecoördineerde “hamer-en-aambeeld” manoeuvre, waarbij Reno's de indianen op afstand hield aan de zuidkant van het kamp, terwijl Custer hen tegen Reno's linie uit het noorden joeg. Andere historici hebben opgemerkt dat als Custer een poging deed om de rivier over te steken in de buurt van Medicine Tail Coulee, hij misschien dacht dat het de noordkant van het indiaanse kamp was, om vervolgens te ontdekken dat het het midden was. Sommige indiaanse verslagen plaatsen echter het Noordelijke Cheyenne kampement en de noordkant van het algemene dorp links (en ten zuiden) van de overkant.

### Custers route over het slagveld, zoals getheoretiseerd door Curtis.[15]

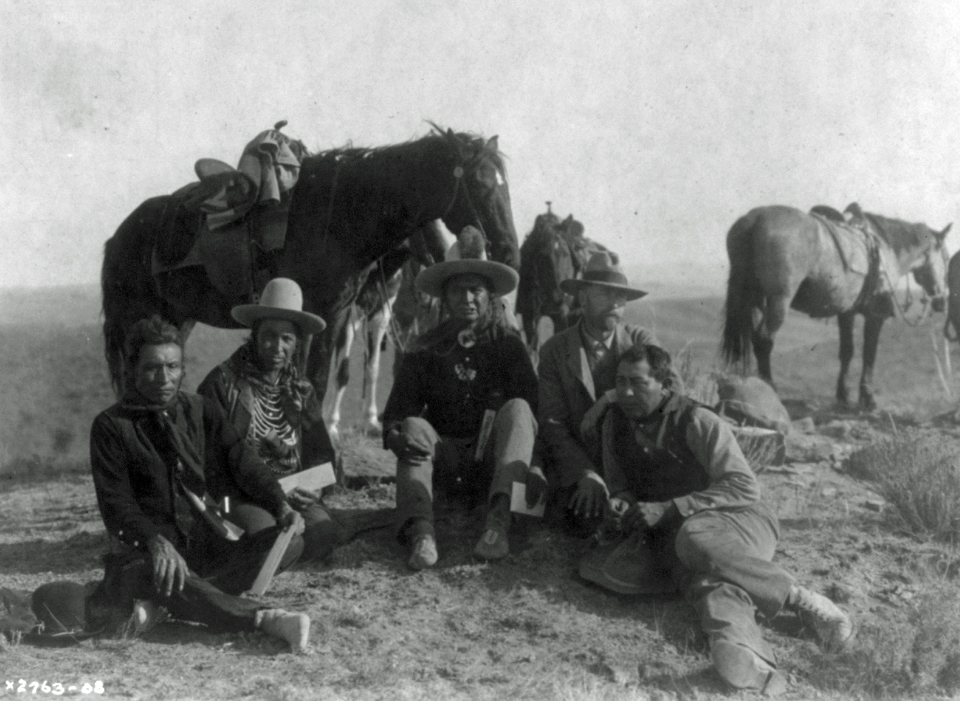
Edward Curtis met Crow op het slagveld van Little Bighorn rond 1908

In 1908 maakte Edward Curtis, de beroemde etnoloog en fotograaf van de indianen, een gedetailleerde persoonlijke studie van de slag, waarbij hij veel mensen interviewde die hadden gevochten of eraan hadden deelgenomen. Eerst ging hij met de drie Crow verkenners White Man Runs Him, Goes Ahead en Hairy Moccasin over het gebied dat door de troepen werd bestreken en daarna opnieuw met Two Moons en een groep Cheyenne krijgers. Hij bezocht ook het Lakota land en interviewde Red Hawk, “wiens herinnering aan het gevecht bijzonder duidelijk leek”. Daarna ging hij nogmaals over het slagveld met de drie Crow verkenners, maar ook vergezeld door Generaal Charles Woodruff “omdat ik in het bijzonder wenste dat de getuigenis van deze mannen zou kunnen worden overwogen door een ervaren legerofficier”. Ten slotte bezocht Curtis het land van de Arikara en interviewde de verkenners van die stam die bij het commando van Custer waren geweest. Gebaseerd op alle informatie die hij verzamelde, concludeerde Curtis dat Custer inderdaad de Medicine Tail Coulee was afgereden en vervolgens richting de rivier waar hij waarschijnlijk van plan was deze te doorwaden. Echter, “de indianen hadden hem nu ontdekt en stonden dicht op elkaar aan de andere kant van de rivier.

### Laatste verweer
Uiteindelijk was de heuveltop, waar Custer naartoe was getrokken, waarschijnlijk te klein om alle overlevenden en gewonden te herbergen. Vuur vanuit het zuidoosten maakte het onmogelijk voor Custers mannen om een defensieve positie rond Last Stand Hill in te nemen, waar de soldaten zich het hardst verdedigden. Volgens Lakota verslagen vielen er veel meer slachtoffers bij de aanval op Last Stand Hill dan ergens anders. De mate van verzet van de soldaten gaf aan dat ze weinig twijfels hadden over hun overlevingskansen. Volgens de getuigenissen van de Cheyenne en Sioux viel de commandostructuur snel uiteen, hoewel kleinere “laatste standen” blijkbaar door verschillende groepen gemaakt werden. Custers overgebleven compagnieën (E, F en de helft van C) werden al snel gedood.
Volgens bijna alle verslagen vernietigden de Lakota de troepen van Custer binnen een uur na de strijd. David Humphreys Miller, die tussen 1935 en 1955 de laatste Lakota overlevenden van de strijd interviewde, schreef dat het gevecht met Custer minder dan een half uur duurde. Andere inheemse verslagen zeiden dat de gevechten slechts “zo lang als een hongerige man nodig heeft om een maaltijd te eten” duurden. De Lakota beweerden dat Crazy Horse persoonlijk een van de grote groepen krijgers leidde die de cavaleristen overrompelden in een verrassingsaanval vanuit het noordoosten, wat een breuk in de commandostructuur en paniek onder de troepen veroorzaakte. Veel van deze mannen gooiden hun wapens neer terwijl Cheyenne en Sioux krijgers hen naar beneden dreven, “coup tellend” met lansen en coupstokken. Sommige inheemse verslagen beschrijven dit deel van het gevecht als een “buffeljacht”.

### Finale vernietiging

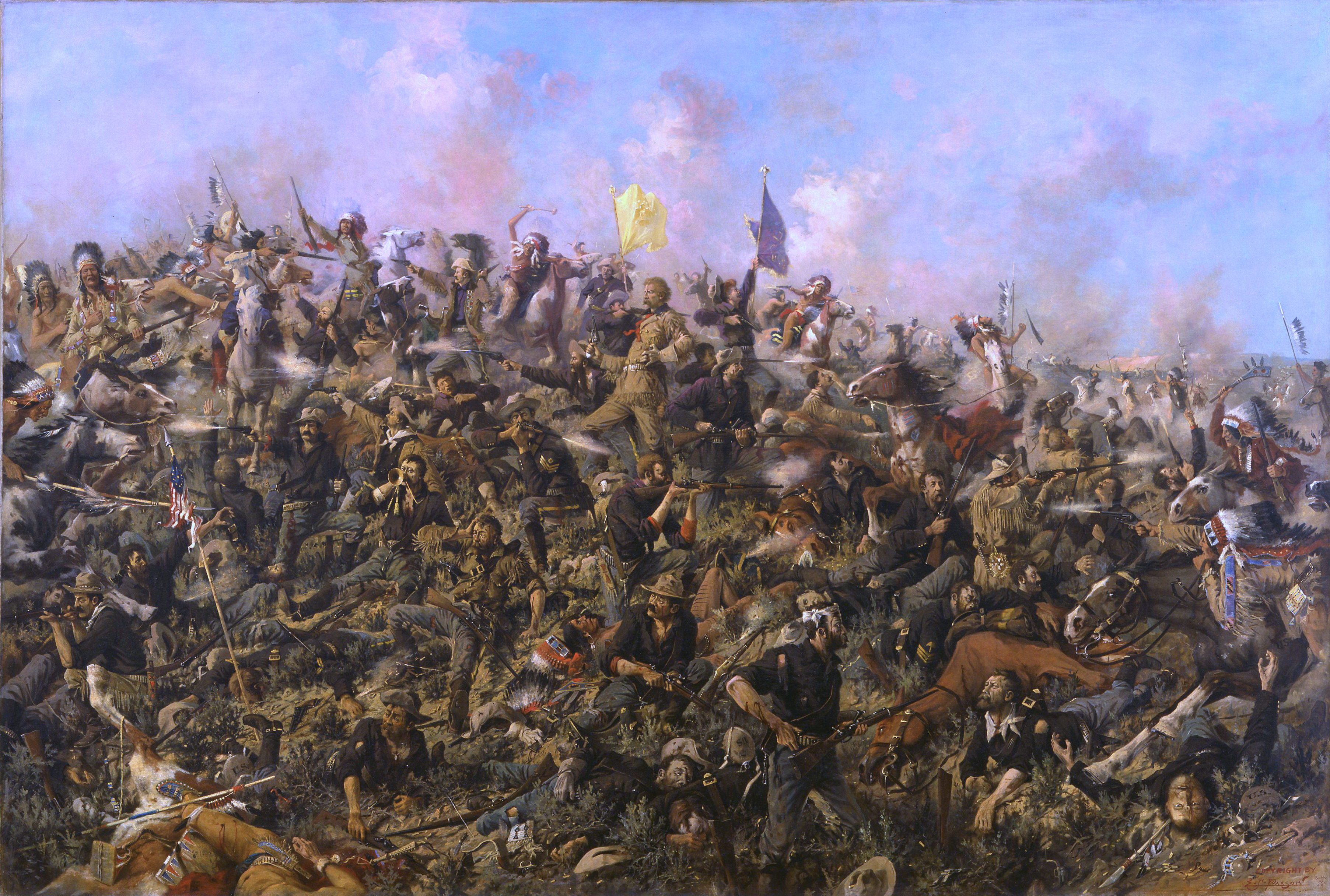
Hoogstwaarschijnlijk onrealistische voorstelling van Custers laatste verweer

Recent archeologisch werk op het slagveld geeft aan dat officieren op Last Stand Hill enige tactische controle herstelden. E Compagniey rende van de heuvel af in de richting van de Little Bighorn Rivier, maar slaagde er niet in die te bereiken, wat resulteerde in de vernietiging van die compagnie. Hierdoor bleven er ongeveer 50-60 man over, voornamelijk van F Compagnie en de staf, op Last Stand Hill. De rest van de strijd kreeg het karakter van een verward gevecht. Moderne archeologie en historische indiaanse verslagen geven aan dat de troepen van Custer in drie groepen verdeeld kunnen zijn geweest, waarbij de indianen probeerden te voorkomen dat ze zich effectief konden herenigen. Indiaanse verslagen beschrijven krijgers (inclusief vrouwen) die vanuit het dorp met dekens zwaaiden om de paarden van de soldaten af te schrikken. Een cavalerist van de 7e Cavalerie beweerde dat hij verschillende stenen hamers had gevonden die bestonden uit een ronde kei van 8-10 pond (ongeveer 4 kg) met een handvat van runderhuid, waarvan hij geloofde dat deze door de Indiaanse vrouwen waren gebruikt om de gewonden af te maken. Toen ze individueel vochten, werden de soldaten overweldigd. De doctrine van het leger was dat één man op vier een ruiter moest zijn achter de schermutselingen en in extreme gevallen één man op acht. Later zouden de troepen zich in defensieve posities hebben samengepakt en zouden ze hun overgebleven paarden als dekking hebben gebruikt. Naarmate individuele cavaleristen gewond raakten of gedood werden, zouden de aanvankelijke verdedigingsposities als onhoudbaar verlaten zijn.
Onder dreiging van een aanval begroeven de eerste Amerikaanse soldaten op het slagveld drie dagen later haastig de soldaten in ondiepe graven, min of meer op de plek waar ze gevallen waren. Een paar jaar na de slag werden er markeringen geplaatst waar men dacht dat de mannen waren gevallen, dus de plaatsing van de troepen is ongeveer bekend. De troepen stierven blijkbaar in verschillende groepen, waaronder op Last Stand Hill, rond kapitein Myles Keogh en verspreid in de richting van de Little Bighorn Rivier.

### Laatste uitbraakpoging
Volgens Indiaanse verslagen hielden ongeveer veertig mannen op Custer Hill wanhopig stand rond Custer en vuurden salvo's af. De overgrote meerderheid van de Indiaanse slachtoffers vielen waarschijnlijk tijdens dit laatste deel van de strijd, omdat de soldaten en indianen op Calhoun Ridge verder van elkaar verwijderd waren en vuur uitwisselden op grotere afstand gedurende het grootste deel van hun deel van de strijd dan de soldaten en Indianen op Last Stand Hill.
Moderne documentaires suggereren dat er misschien geen “Last Stand” is geweest, zoals traditioneel wordt afgeschilderd in de populaire cultuur. In plaats daarvan suggereren archeologen dat de troepen van Custer uiteindelijk niet werden omsingeld, maar eerder werden overweldigd door een enkele aanval. Dit scenario komt overeen met verschillende indiaanse verslagen waarin Crazy Horse's aanval het verzet overspoelde, waarbij de overlevende soldaten in paniek op de vlucht sloegen. Veel van deze soldaten kunnen in een diep ravijn terecht zijn gekomen 270 tot 370 m verwijderd van wat vandaag de dag bekend staat als Last Stand Hill. Minstens 28 lichamen (het meest voorkomende aantal dat in verband wordt gebracht met getuigenverklaringen van begrafenissen), waaronder dat van verkenner Mitch Bouyer, werden ontdekt in of nabij die geul, hun dood was mogelijk de laatste actie van de strijd.

## Na de slag
Nadat de troepen van Custer verslagen waren, hergroepeerden de Lakota en Northern Cheyenne zich om Reno en Benteen aan te vallen. Het gevecht duurde tot het donker werd (ongeveer 21.00 uur) en een groot deel van de volgende dag, waarbij de uitkomst twijfelachtig was. Reno schreef het geluk van Benteen toe aan het afslaan van een zware aanval op het deel van de perimeter dat in handen was van de compagnieën H en M. Op 27 juni naderde de colonne onder generaal Terry vanuit het noorden en de indianen trokken zich terug in de tegenovergestelde richting. De Crow verkenner White Man Runs Him was de eerste die generaal Terry's officieren vertelde dat Custers troepen “weggevaagd waren”. De gewonde troepen van Reno en Benteen kregen de behandeling die op dat moment beschikbaar was; vijf van hen stierven later aan hun verwondingen. Eén van de drie chirurgen van het regiment was bij Custers colonne geweest, terwijl een andere, Dr. DeWolf, gedood was tijdens Reno's terugtocht. De enige overgebleven arts was assistent-chirurg Henry R. Porter.
Toen de Crow nieuws kregen van het slagveld, gingen ze in rouw. Crow vrouw Pretty Shield vertelde hoe ze “huilden ... om zoon-van-de-morgen-ster [Custer] en zijn blauwe soldaten”. Met de nederlaag van Custer was het nog steeds een reële dreiging dat de Lakota's het oostelijke deel van het Crow reservaat zouden overnemen en de invasie zouden voortzetten. Uiteindelijk won het leger de Sioux oorlog. Crow opperhoofd Plenty Coups herinnerde zich met verbazing hoe zijn stam nu eindelijk kon slapen zonder bang te hoeven zijn voor Lakota aanvallen: “dit was de eerste keer dat ik zo'n toestand kende.

## Wapens

### Lakota en Cheyenne
De Lakota en Cheyenne krijgers die zich verzetten tegen Custers strijdkrachten bezaten een breed scala aan wapentuig, van strijdknuppels en lansen tot de meest geavanceerde vuurwapens van die tijd. De typische vuurwapens die werden gedragen door de Lakota en Cheyenne  waren voorladers, vaker het zogenaamde Indian trade musket of Leman-geweren die door de Amerikaanse regering tijdens verdragsconventies aan de Indianen werden uitgedeeld. Minder gebruikelijk waren overtollige getrokken musketten uit de Amerikaanse Burgeroorlog, zoals de Pattern 1853 Enfield en Springfield Model 1861. Metalenpatroonwapens werden zeer gewaardeerd door inheemse strijders, zoals de Henry en Spencer hefboomgeweren, evenals Sharps kulasgeweren. De Lakota en Cheyenne krijgers gebruikten ook pijl-en-boog. Effectief tot op een afstand van 30 meter, konden de pijlen een tegenstander gemakkelijk verminken of uitschakelen.
De troepen van Sitting Bull hadden geen zekere middelen om zichzelf van vuurwapens en munitie te voorzien. Niettemin konden ze deze gewoonlijk verkrijgen via post-handelaren, met of zonder vergunning, en van wapensmokkelaars die opereerden in het Dakotaterritorium: “een paard of een muilezel voor een repeteergeweer ... buffelhuiden voor munitie." Custers zeer gewaardeerde gids, ‘Lonesome’ Charley Reynolds, informeerde zijn superieur begin 1876 dat de troepen van Sitting Bull wapens verzamelden, waaronder talrijke Winchester repeteergeweren en een overvloed aan munitie.
Van de geweren die Lakota en Cheyenne strijders bezaten bij de Little Bighorn, waren er ongeveer 200 .44 kaliber Winchester Model 1866 repeteergeweren, wat overeenkomt met ongeveer één op de tien van de 2.000 weerbare strijders van het kampement die deelnamen aan de strijd.
Hoewel Sitting Bull persoonlijk niet aan het gevecht had deelgenomen, vluchtte hij na de slag met zijn stam naar Canada. Hij werd in 1890 door enkele indianenagenten doodgeschoten.

## Galerij

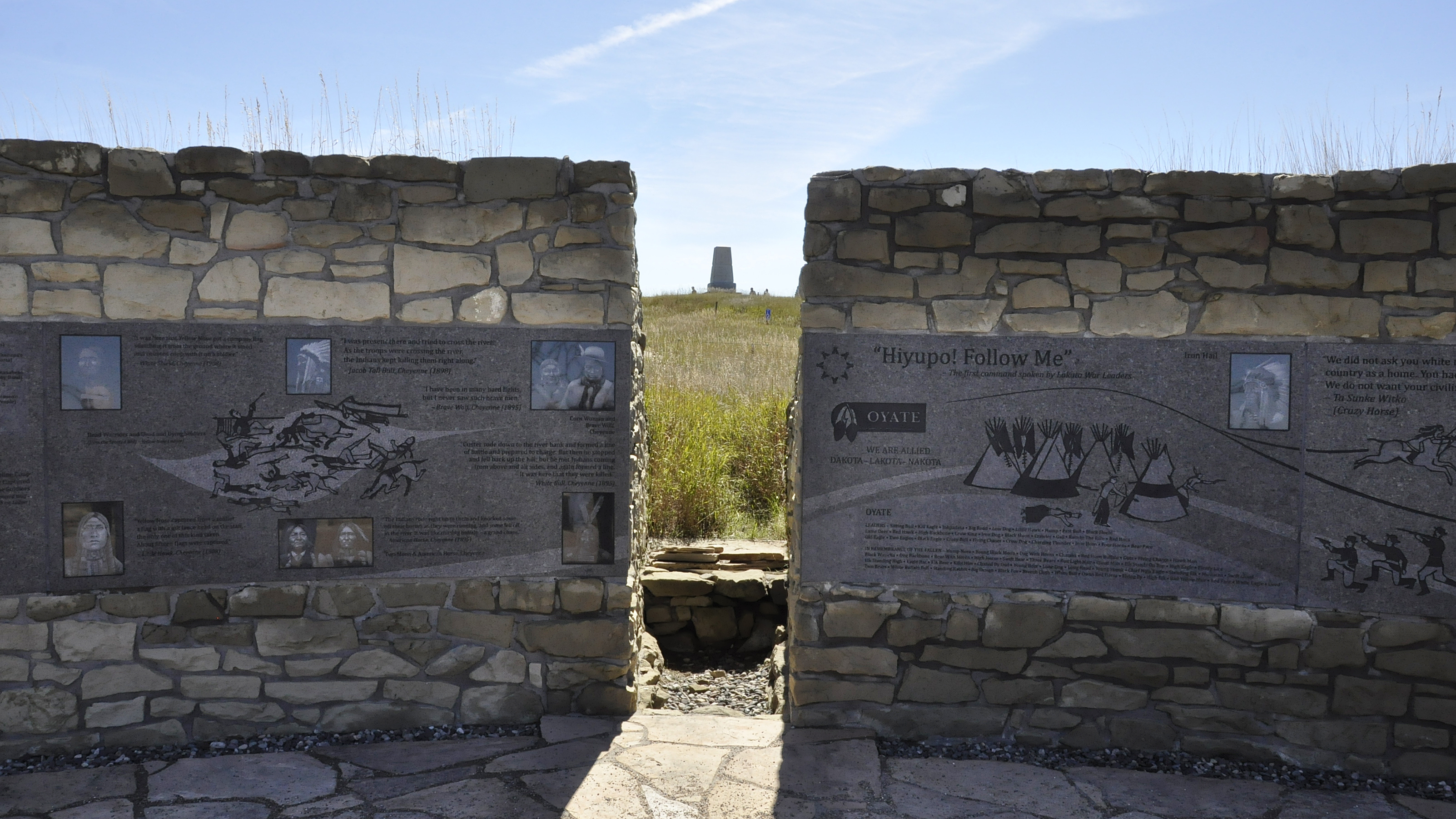
Indian Memorial
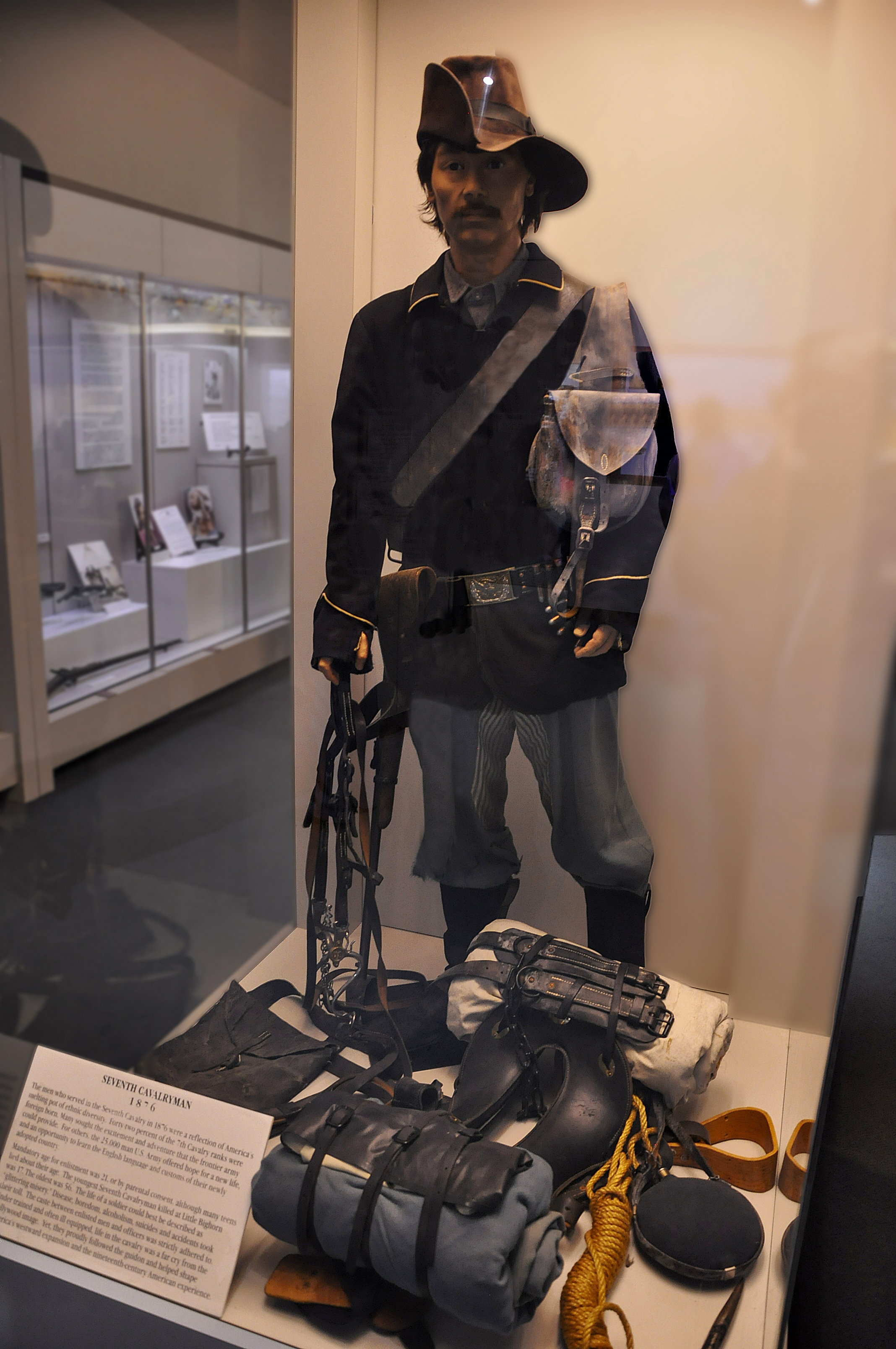
7e Cavalerie
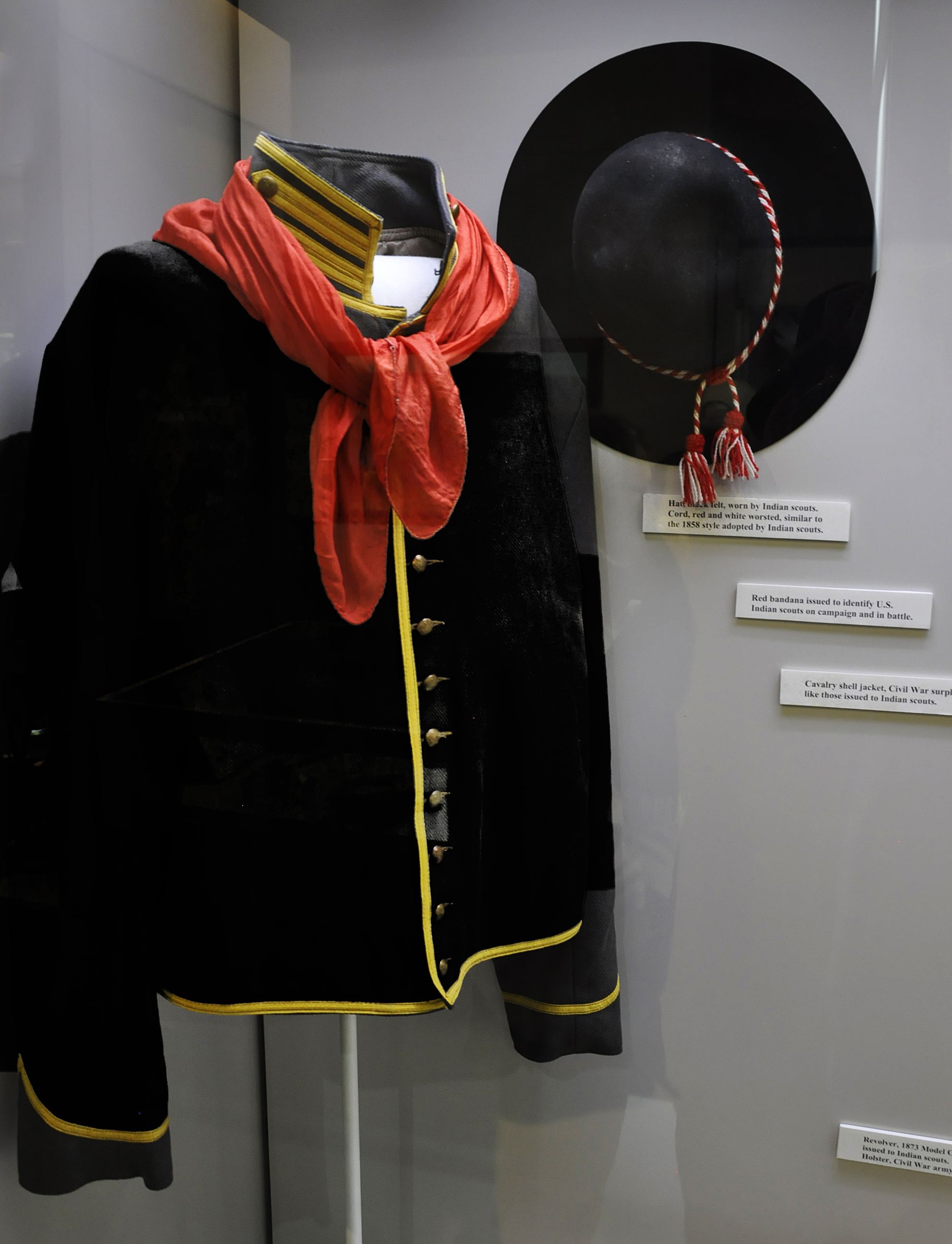
Jas, bandana en hoed van Indiaanse scout
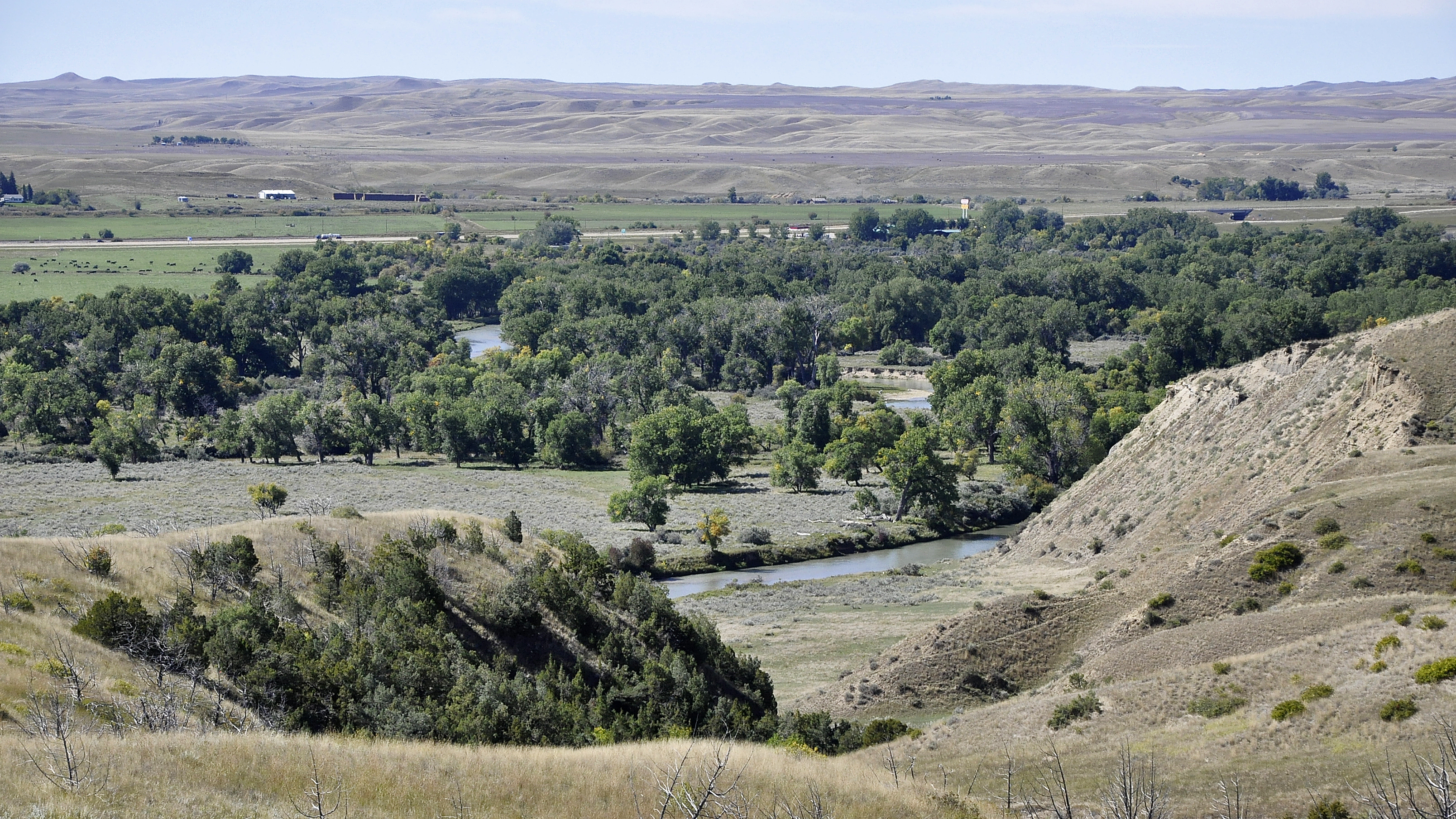
Retreat Crossing en de rivier Little Bighorn